# Британская армия
Брита́нская а́рмия или Сухопу́тные войска́ Великобрита́нии (англ. British Army) — сухопутный компонент Вооружённых сил Великобритании.
Британская армия была образована при объединении правительств и армий Шотландии и Англии в Соединённое Королевство в 1707 году. Новая Британская армия включила существовавшие к тому времени английские и шотландские полки. На конец XIX века Британская армия состояла из трёх частей:
1. Регулярная армия;
2. Милиция[англ.];
3. Волонтёры[англ.].

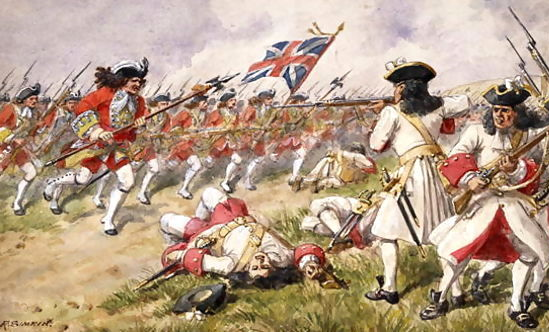
Битва при Рамильи (1706), 16-й пехотный полк атакует французов

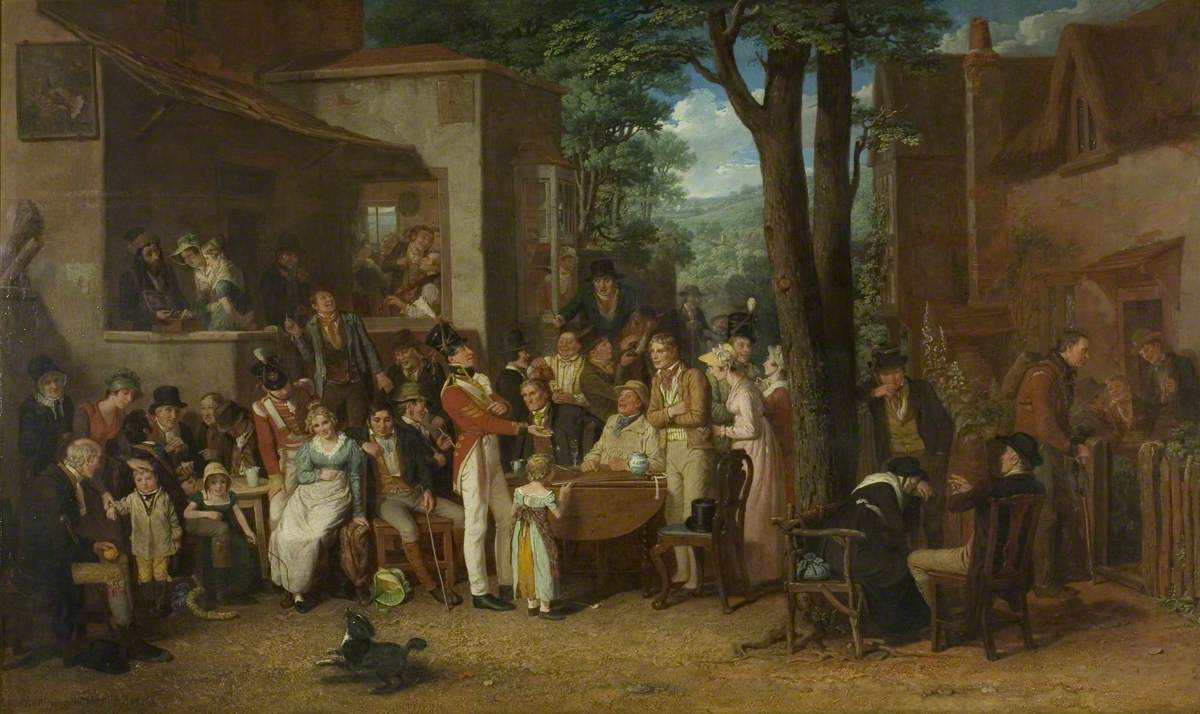
Отряд вербовщиков. Худ. Эдвард Вильерс Риппингилль (1822)

В настоящее время Британская армия состоит из регулярной армии, Регулярного резерва, и Армейского резерва. Британская армия участвует в боевых действиях во многих горячих точках как часть многонациональных сил, а также участвует в операциях ООН по поддержанию мира. Численность сухопутных войск (без резервов) сократилась в 1990—2002 годах со 156 тысяч до 115 тысяч человек.
Вывод 20-тысячной группировки британских войск из Германии планировали завершить к 2020 году. В 2018 году были отменены планы полного вывода британских войск из Германии (ФРГ) к 2020 году: всего было оставлено 200 военнослужащих вместе с инженерным полком, учебным полигоном «Зеннелагер» и депо бронированных автомобилей вместимостью 2 тысячи танков, бронетранспортёров и грузовиков.

## История
Самыми старыми из существующих в настоящее время британских формирований являются Йоменская стража телохранителей и Йоменская стража Тауэра (бифитеры), созданные Генрихом VII в 1485 году. Они в настоящее время выполняют лишь церемониальные функции и не входят в состав Британской армии.
Первым регулярным пехотным полком будущей Британской армии (на тот момент ещё отдельно английская и шотландская, но после объединения Англии и Шотландии в 1707 году уже британская) стал сформированный в 1633 году для службы во Франции во время Тридцатилетней войны Королевский пехотный полк (Royal Regiment of Foot).
В 1644 году в ходе английской Гражданской войны по инициативе Оливера Кромвеля на основе железнобоких была создана Армия нового образца из 23 полков (12 полков пехоты, 1 полк драгун, 10 полков кавалерии).
После того как в 1660 году Карл II пришёл к власти, эта армия была расформирована, но был сохранён будущий Колдстримский гвардейский полк. К нему был добавлен 1-й полк пешей гвардии и ещё несколько полков. Позже количество полков постепенно увеличилось.
Из-за островного положения Великобритании внешняя угроза для неё была не столь значительная, поэтому британская армия была всегда меньше (пропорционально численности населения), чем армии большинства стран континентальной Европы.
Британская армия комплектовалась на основе принципа добровольности. Солдаты вербовались (вплоть до конца XIX века — на длительный срок) из городской и сельской бедноты. В армии была велика доля ирландцев из-за их бедности. Офицерский состав комплектовался преимущественно из дворянства, при этом вплоть до 1871 года сохранялась система покупки офицерских званий (она не применялась в артиллерии и инженерных войсках, где от офицеров требовались специальные знания).
Первым военным учебным заведением стала созданная в 1741 году для подготовки артиллерийских и инженерных офицеров Королевская военная академия в Вулидже. Офицеры других родов войск никакой специальной подготовки не получали вплоть до 1802 года, когда было открыто Королевское военное училище в Сандхерсте.
Что касается британских колоний, то колонисты с самого начала часто создавали добровольческие милиционные формирования для самообороны, но затем их заставляли формировать и содержать собственные регулярные полки. Армия Британской Индии изначально была частной армией Британской Ост-Индской компании, но в 1860 году она стала государственной британской армией, не входившей в Британскую армию. Во время англо-бурской войны, Первой мировой войны и Второй мировой войны войска колоний и доминионов оказали существенную поддержку Британской армии.
В 1855 году, к концу Крымской войны, британская армия составляла 120 тысяч человек пехоты, 10 тысяч человек кавалерии, 12 тысяч человек в артиллерии с 600 пушками, инженерных войск было до 2 тысяч человек. Из этих 142 тысяч человек около 32 тысяч воевало в Крыму, около 50 тысяч было в Индии и других колониях, а остальные были в Великобритании и Ирландии. Британская армия, привыкшая пользоваться большими удобствами в условиях мирной жизни, весьма болезненно переносила лишения во время Крымской войны.
В 1859 году были созданы нерегулярные пехотные части добровольцев (волонтёров).
С 1868 по 1874 год осуществлялись реформы статс-секретаря по военным делам Эдварда Кардуэлла. Были отменены телесные наказания и покупка офицерского звания. Также был уменьшен контрактный срок службы до 6 лет. Кроме того, было введено положение, по которому пока один батальон пехотного полка служил за границей, другой должен был нести службу на Британских островах. Милиция, как правило, составляла третий батальон.
В результате реформ другого статс-секретаря по военным делам Хью Чайлдерса стали формировать в большинстве случаев из двух регулярных пехотных полков один, отменив при этом их нумерацию, но оставив их прежние названия (как правило, название одного из двух полков становилось общим). В некоторых случаях это были новые названия.
Британская армия викторианской эпохи была предназначена прежде всего для ведения колониальных войн. Большая продолжительность срока службы и длительное пребывание на чужой земле делали из британских солдат грозных противников. Однако британская армия уступала первоклассной германской армии с точки зрения доктрины и техники.

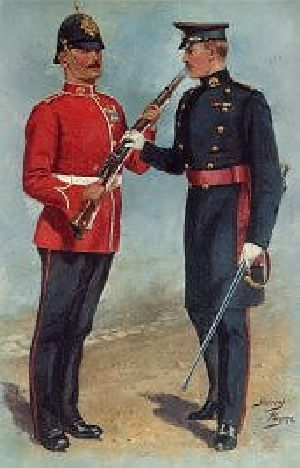
Солдат и офицер полка герцога Веллингтона в форме мирного времени, 1902-14

В 1902 году на смену традиционным пехотным красным мундирам пришла полевая форма цвета хаки, предназначенная для повседневного ношения и для боевых действий, но в выходные дни и на парадах красный цвет остался преобладающим. В течение XX века соответственно менялось и вооружение.
В 1907 году по инициативе очередного статс-секретаря по военным делам Ричарда Бурдона Халдейна (1905—1912 гг.) был принят закон о территориальных и резервных силах, в результате которого произошла реорганизация добровольческих сил и милиции. Все добровольческие структуры были преобразованы в Территориальные силы, а милицейские батальоны были расформированы или переведены в «Специальный резерв».
Большая часть регулярных войск, находящихся в Великобритании, образовывала экспедиционную армию, состоящую из 6 полевых и 1 кавалерийской дивизий. Численность этой армии была определена по штатам военного времени в 160.000 человек. Полевая дивизия включала 3 пехотных бригады по 4 батальона.
Территориальные силы были предназначена для обороны Великобритании от вторжения (десанта), когда экспедиционная армия покинет Великобританию. Они комплектовались добровольцами и в мирное время проходили лишь ежегодные учебные сборы (8—15 дней).
Специальный резерв также комплектовался добровольцами и в мирное время проходил лишь ежегодные учебные сборы. В военное время он предназначался для пополнения убыли в рядах регулярной армии (когда иссякнет регулярный резерв) и для формирования артиллерийских парков и некоторых частей тыловых войск.
Резерв регулярной армии образовывался из бывших военнослужащих регулярной армии. Назначение этого резерва заключалось в укомплектовании регулярной армии до штатов военного времени при мобилизации и пополнение убыли в ней в военное время.

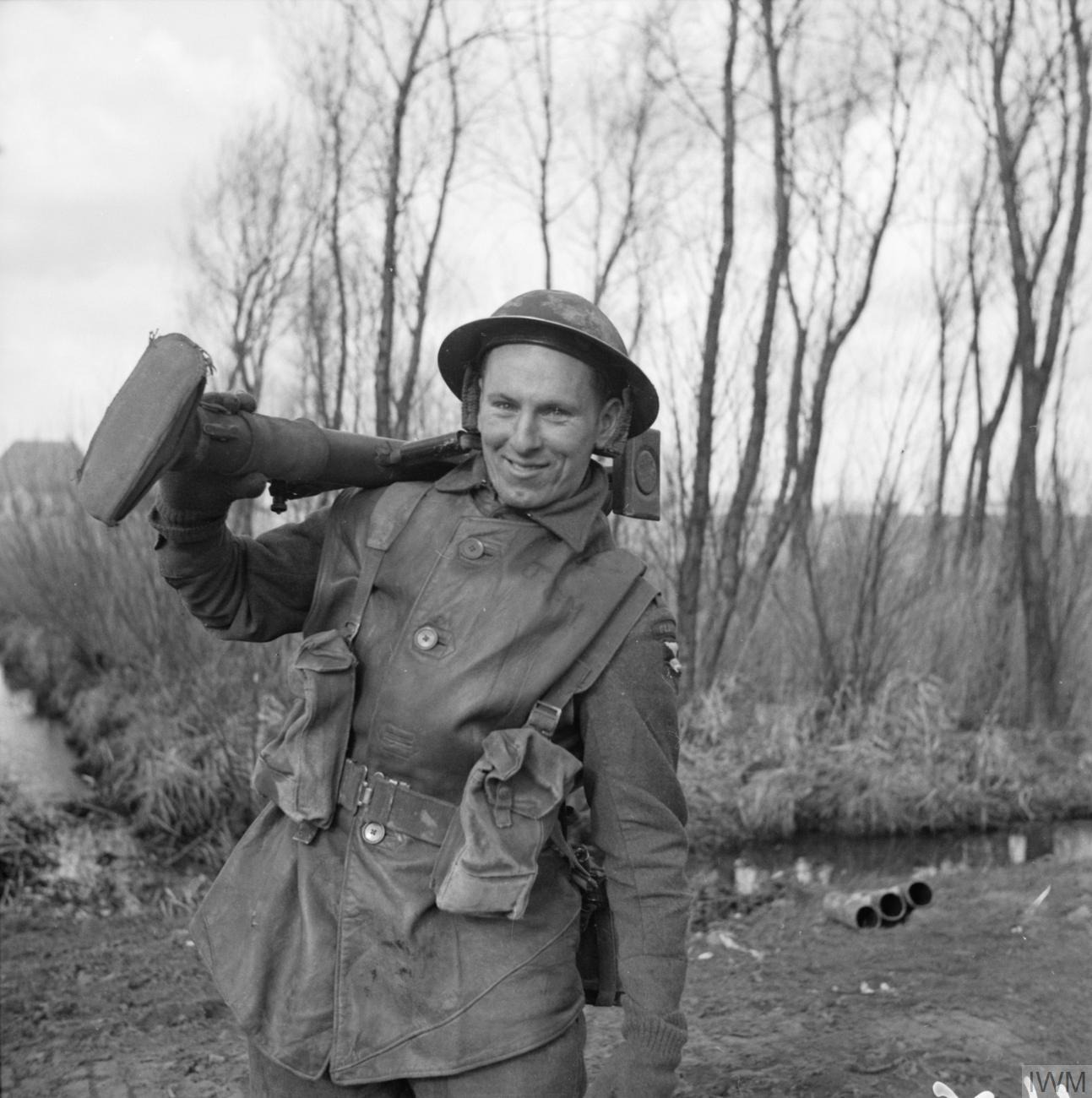
Британский солдат Глостерширского полка в марте 1945 г. с гранатомётом PIAT

К 1914 году британская армия включала 157 батальонов (82 в Великобритании и Ирландии, 75 в колониях) и 31 кавалерийский полк (17 в Великобритании и Ирландии, 14 в колониях). Длительные сроки службы профессиональных солдат создавали крепко спаянные части, обучение солдат было на высоте.
Спустя два года после начала Первой мировой войны в Великобритании была введена всеобщая воинская повинность, которая была отменена после окончания войны.
В 1920 году Территориальные силы были переформированы в Территориальную армию.
В 1930-е годы механизация армии привела к созданию новых частей, при этом многие кавалерийские полки стали бронетанковыми.
Во время Второй мировой войны вновь была введена всеобщая воинская повинность.
Всеобщая воинская повинность была отменена в Великобритании в 1960 году.
В 1967 году пехотные части Территориальной армии были преобразованы в Территориальный и армейский добровольческий резерв, а с 1979 года — снова в Территориальную армию.
С 1968 по 2007 год многие британские полки были реорганизованы путём объединения нескольких полков в один.
В 2014 году Территориальную армию переименовали в Армейский резерв.

## Рода войск и службы
- Пехота (Infantry) — британская пехота состоит из 36 регулярных батальонов и 14 территориальных батальонов и формирует 17 полков, с одним или более регулярными батальонами, и, в большинстве случаев, приданными батальонами территориальной армии.
- Британская кавалерия (British cavalry) в настоящее время состоит из Дворцового кавалерийского полка, остальные восемь ныне существующих регулярных кавалерийских полков сохранили свои названия лишь номинально так как входят в состав Королевского бронетанкового корпуса. Из нерегулярной армии в строю осталось только четыре йоменских конных полка, также сохранившие свои названия лишь номинально, так как и как восемь конных регулярных полков тоже входят в состав Королевского бронетанкового корпуса как часть Территориальной армии.

Основным тактическим подразделением Британской армии является батальон. Полк выполняет административную функцию, а также занимается вопросами комплектования подразделений. Аналогичную полкам функцию выполняют «корпуса», которые ни в коем случае не следует воспринимать как оперативные объединения сухопутных войск с аналогичным названием.
- Королевский бронетанковый корпус (Royal Armoured Corps)
- Королевская артиллерия (Royal Artillery)
- Корпус королевских инженеров (Corps of Royal Engineers)
- Корпус королевских инженеров-электриков и механиков (Corps of Royal Electrical & Mechanical Engineers)
- Королевский корпус связи (Royal Corps of Signals)
- Разведывательный корпус (Intelligence Corps)
- Королевский логистический корпус (Royal Logistic Corps)
- Корпус армейской авиации (Army Air Corps)
- Королевский департамент армейских священников (Royal Army Chaplains' Department)
- Адъютантский корпус (Adjutant General's Corps)
- Отделение военной полиции адъютантского корпуса (Provost Branch, Adjutant General's Corps Provost)
- Юридическая служба сухопутных войск (Army Legal Services)
- Отделение поддержки сотрудников и персонала (Staff & Personnel Support)
- Образовательная и учебная служба (Educational and Training Services)
- Королевская армейская медицинская служба[англ.]  (Royal Army Medical Service)
- Королевский армейский ветеринарный корпус (Royal Army Veterinary Corps)
- Армейский музыкальный корпус (Corps of Army Music)
- Армейский корпус физической подготовки (Army Physical Training Corps)
- Учебный корпус стрелкового оружия (Small Arms School Corps)

## Организация

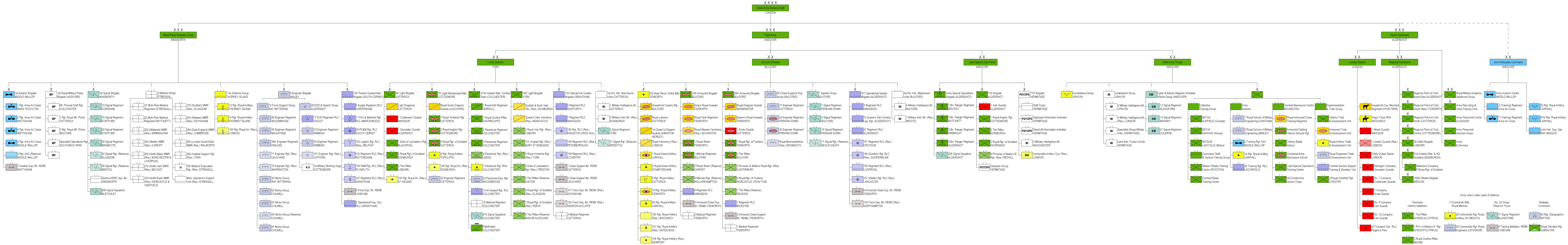
Перспективная организация Британской армии на 2025—27 гг.

Начальник Генерального штаба
- Союзный корпус быстрого реагирования (Allied Rapid Reaction Corps) (Корпусный штаб сил НАТО в готовности.), Тидуорт, графство Уилтшир, Югозападная Англия
  - 1-я бригада связи (1st Signal Brigade), Тидуорт
  - 104-я бригада поддержки (104 Theatre Sustainment Brigade), Саут Серни, округ Котсуолд, Глостершир
  - во время войны принимает командования дивизиях итальянской «Акуи», Датской дивизии, 1-й канадской, 3-й британской и 4-й пехотной США.[14]
- Полевая армия (Field Army), казарма Линия Мальборо, Андовер, Гэмпшир
  - 1-я дивизия (1st (UK) Division), казарма Имфал, Йорк, Норт-Йоркшир (с 2028 году Гарнизон Каттерик, Норт-Йоркшир)
    - 4-я лёгкая бригада (4th Light Brigade Combat Team), Гарнизон Каттерик, Норт-Йоркшир
    - 7-я лёгкая механизированная бригада (7th Light Mechanised Brigade Combat Team), казарма Коттэсмор, Ратленд, Восточный Мидленд
    - 11-я бригада поддержки сил безопасности (11th Security Force Assistance Brigade), Олдершот, Гэмпшир
    - 16-я десантно-штурмовая бригада (16th Air Assault Brigade Combat Team), Гарнизон Колчестер, Эссекс, Восточная Англия
    - 19-я бригада (19th Brigade) (сил Резерва армии), Йорк, Йоркшир
    - 8-я инженерная бригада (8th Engineer Brigade), Минли, округ Харт, Гэмпшир
      - 12-я группа оперативной поддержки (12 Force Support Group), авиабаза Уиттэринг, Питерборо, Кембриджшир
      - 29-я сапёрно-поисковая группа (29 (Explosive Ordnance Disposal and Search) Group), Олдершот, Гэмпшир

    - 102-я бригада оперативной поддержки (102nd Operational Sustainment Brigade), Грантем, Южный Кестивен, Линкольншир (с 2024 году Йорк, Йоркшир)
    - группа интегрированных эффектов 1-й дивизии (подразделения разведки) (1st Divisional Integrated Effects Group), Каттерик, Норт-Йоркшир

  - 3-я дивизия (3rd (UK) Division), Булфорд, Уилтшир, Южная Англия
    - 12-я бронетанковая бригада (12th Armoured Brigade Combat Team), Булфорд, Уилтшир, Южная Англия
    - 20-я бронетанковая бригада (20th Armoured Brigade Combat Team), Булфорд, Уилтшир, Южная Англия
    - 1-я ударная бригада глубокой разведки (1st Deep Reconnaissance Strike Brigade Combat Team), Тидуорт, Уилтшир, Югозападная Англия
    - 7-я группа противовоздушной обороны (7th Air Defence Group), о. Торней, Западный Суссекс
    - 25-я инженерная группа боевой поддержки (25th (Close Support) Engineer Group), Булфорд, Уилтшир, Южная Англия
    - 101-я бригада оперативной поддержки (101st Operational Sustainment Brigade), Олдершот, Гэмпшир
    - 7-я группа связи (7th Signals Group), Булфорд, Уилтшир, Южная Англия
    - Группа интегрированных эффектов 3-й дивизии (подразделения разведки) (3rd Divisional Integrated Effects Group), Булфорд, Уилтшир, Южная Англия

  - Войска полевой армии (Field Army Troops), казарма Линий Мальборо, Андовер, Гэмпшир
    - Армейская бригада специальных операций (Army Special Operations Brigade) (не включает SAS), Олдершот, Гэмпшир
    - 77-я бригада информационных операций (77th Brigade), Хэрмитидж, Ньюбери, Беркшир (с 2026 году Пэрбрайт, Суррей)
    - Группа оперативной и войсковой разведки и наблюдения (Intelligence, Surveillance and Reconnaissance Group), казарма Линий Тренчарда (бывшая АБ Апавон), Уилтшир
    - 2-я медицинская группа (2nd Medical Group), Стренсол, Йорк, Норт-Йоркшир
    - Группа радиоэлектронной и киберразведки (Cyber And Electro Magnetic Activities Effects Group), казарма Линий Тренчарда (бывшая АБ Апавон), Уилтшир
    - Учебный центр сухопутных войск (Land Warfare Centre), Уорминстер, Уилтшир, Южная Англия
- Территориалное командование (Home Command), Олдершот, Гэмпшир, Юго-Восточная Англия
  - Командование набора контрактников и начального обучения (Army Recruiting and Initial Training Command), казарма Линий Тренчарда (бывшая АБ Апавон), Уилтшир, Юго-Западная Англия
  - группа Королевской военной академии в Сандхерсте (Royal Military Academy Sandhurst Group), Сандхерст, Бракнелл-Форест, Беркшир
  - Лондонский округ (London District), Вестминстер, Лондон
    - Региональное командование (Regional Command), Олдершот, Гэмпшир
      - Региональный командный пункт Юго-Изтока (Regional Point of Command South East), Олдершот, Гэмпшир, Юго-Восточная Англия
      - Региональный командный пункт Юго-Запада (Regional Point of Command South West), Тидуорт, Уилтшир, Югозападная Англия
      - Региональный командный пункт Севера (Regional Point of Command North) (уточняется)
      - Региональный командный пункт Центра (Regional Point of Command Centre), казарма Коттэсмор, Ратленд, Восточный Мидленд
      - 160-я (валлийская) бригада (160th (Welsh) Brigade), Брекон, Уэльс
      - 51-я пехотная бригада и штаб Шотландии (51st Infantry Brigade and Headquarters Scotland), in Эдинбург, Шотландия
      - 38-я (ирландская) бригада (38 (Irish) Brigade), Лисберн, Северная Ирландия

  - Объединённое вертолётное командование (Joint Helicopter Command), казарма Линий Мальборо, Андовер, Гэмпшир
    - Учебный центр армейской авиации (Army Aviation Centre), армейская АБ Мидл-Уоллоп, Гэмпшир, Юго-Восточная Англия
    - Штаб отряда БПЛА Уочкипер (Watchkeeper Force HQ), армейская АБ Мидл-Уоллоп, Гэмпшир, Юго-Восточная Англия

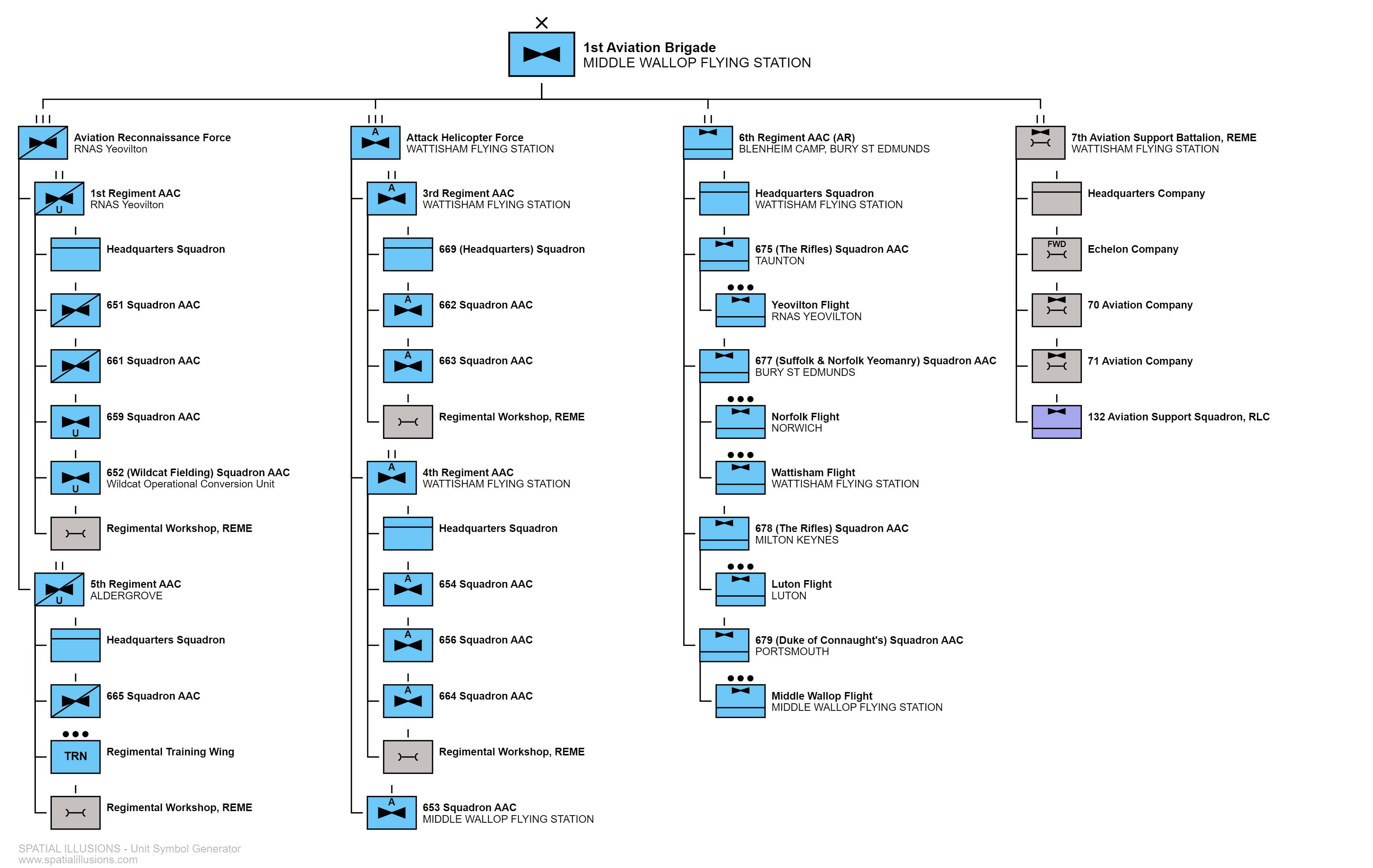
ОШС 1-й авиационной бригады. 2023 год.

- 1-я авиационная бригада (1st Aviation Brigade), армейская АБ Мидл-Уоллоп, Гэмпшир, Юго-Восточная Англия

- Начальник военной полиции армии (Provost Marshal (Army)), казарма Линий Мальборо, Андовер, Гэмпшир

- 1-я группа королевской военной полиции (1st Royal Military Police Group), казарма Линий Мальборо, Андовер, Гэмпшир

- Подразделения вне состава СВ
  - Стратегическое командование (UK Strategic Command), Нортуд, Хартфордшир, Восточная Англия
    - Директор сил специального назначения (Director Special Forces (DSF)), Уайтхол, Лондон
      - 22-й полк SAS, казарма Стэрлинг Лайнс, Креденхил, Херефордшир, Западный Мидленд
      - Специальный разведывательный полк (Special Reconnaissance Regiment (SRR)), казарма Стэрлинг Лайнс, Креденхил, Херефордшир, Западный Мидленд
      - Группа поддержки специальных сил (Special Forces Support Group (SFSG)), Объект МО Сейнт Атан, Уэльс
      - 658-я эскадрилья, Корпус армейской авиации (658 Squadron, Army Air Corps), казарма Стэрлинг Лайнс, Креденхил, Херефордшир, Западный Мидленд
      - 18-й полк связи (поддержки специальных сил) (18 (UKSF) Signal Regiment), казарма Стэрлинг Лайнс, Креденхил, Херефордшир, Западный Мидленд
      - 21-й полк SAS (резерва), казарма Парк регента, Лондон
      - 23-й полк SAS (резерва), Бирмингем, Западный Мидленд

    - Служба военной разведки (Defence Intelligence), Уайтхол, Лондон
    - 42-й инженерный полк (топографической службы) (42 Engineer Regiment (Geographic), Royal Engineers), АБ КрВВС Уайтон, Кембриджшир, Восточная Англия

  - Директор заграничных баз (Director Overseas Basing), Уайтхол, Лондон
    - Королевский Гибралтарский полк (Royal Gibraltar Regiment), Гибралтар

  - Военно-морское командование (Navy Command), Нортуд, Хартфордшир, Восточная Англия
    - 3-я бригада специального назначения (3 Commando Brigade), Плимут, Девон, Юго-Западная Англия
      - 29-й полк специального назначения, Королевская артиллерия (29 Commando Regiment (Commando Artillery), Royal Artillery), Плимут, Девон, Юго-Западная Англия
      - 24-й полк специального назначения, Корпус королевских инженеров (24 Commando Regiment (Commando Engineers), Royal Engineers), казарма Королевской морской пехоты Чивенор, Девон, Юго-Западная Англия

  - Военно-воздушное командование (Air Command), авиабаза КВВС Хай-Уиком, Бакингемшир, Юго-Восточная Англия
    - 22-я группа Королевских ВВС (No. 22 Group), АБ КВВС Хай-Уиком, Бакингемшир, Юго-Восточная Англия
      - 11-й полк связи, Королевский корпус связи (11 Signal Regiment, Royal Corps of Signals), Бландфорд, Дорсет, Юго-Западная Англия
      - 8-й учебный батальон, Корпус королевских инженеров-электриков и механиков (8 Training Battalion, Royal Electrical and Mechanical Engineers), бывшая АБ КВВС Линхем, Уилтшир, Юго-Западная Англия

## Вооружение и военная техника

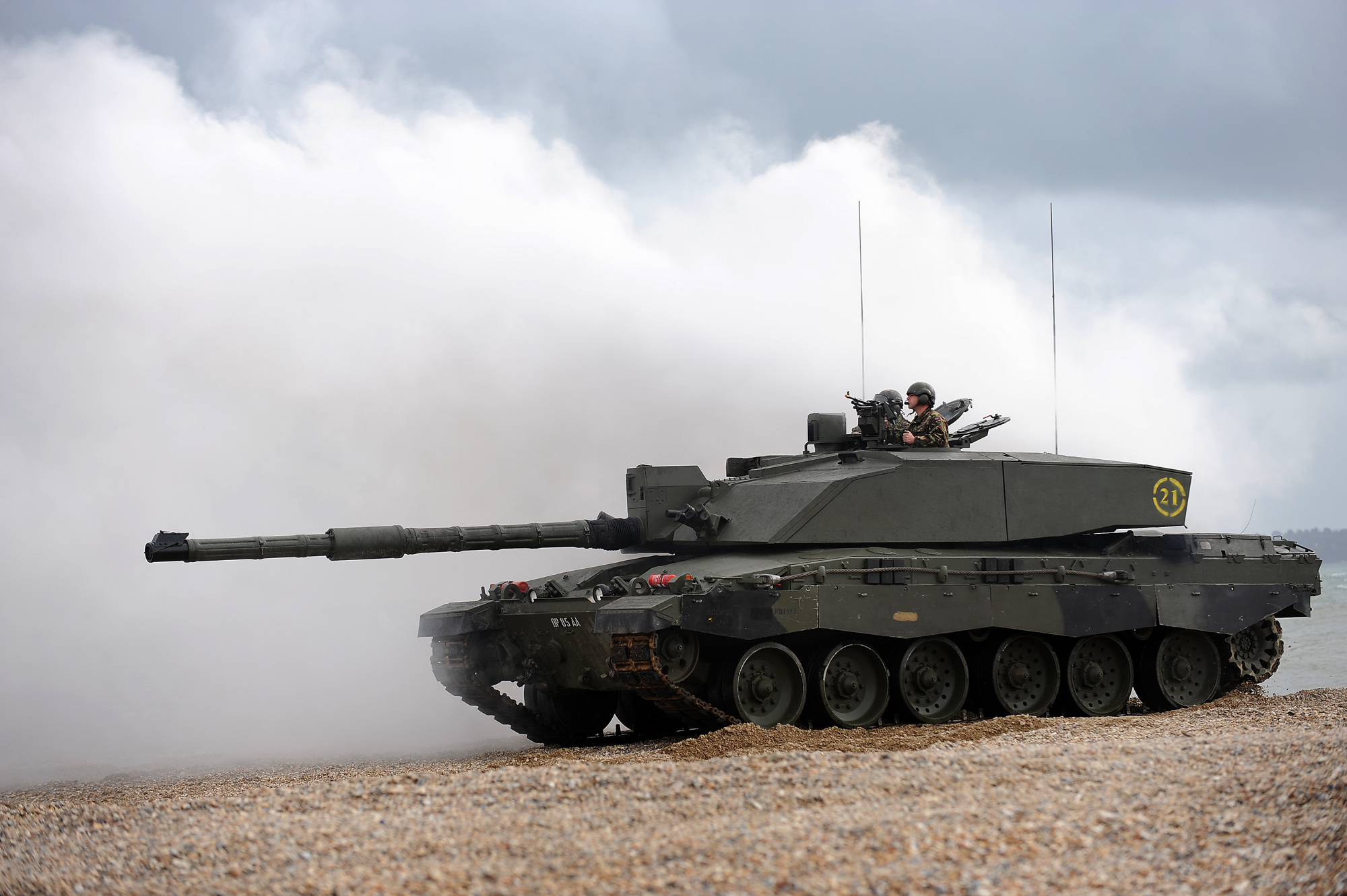
Challenger 2
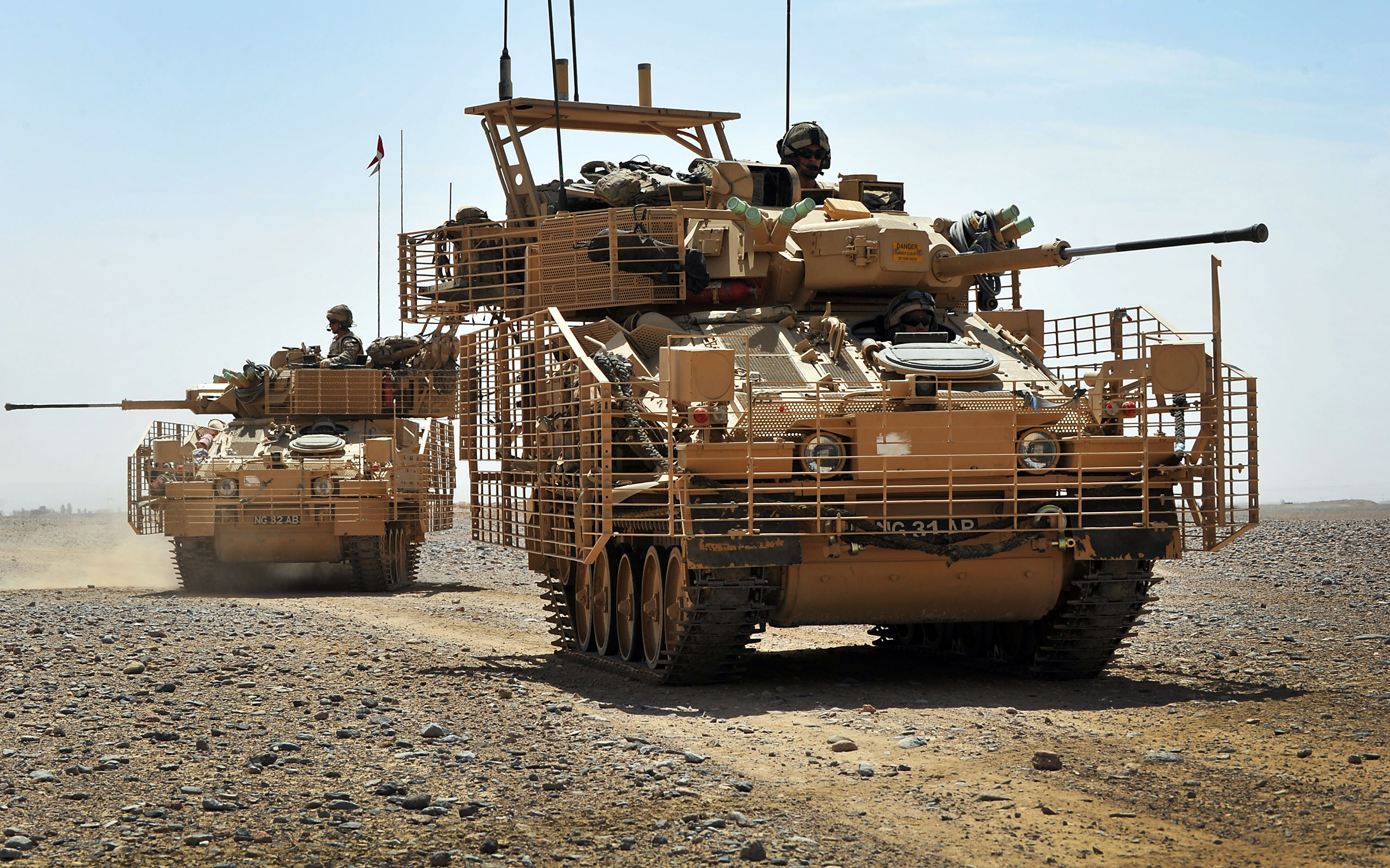
CVR(T)
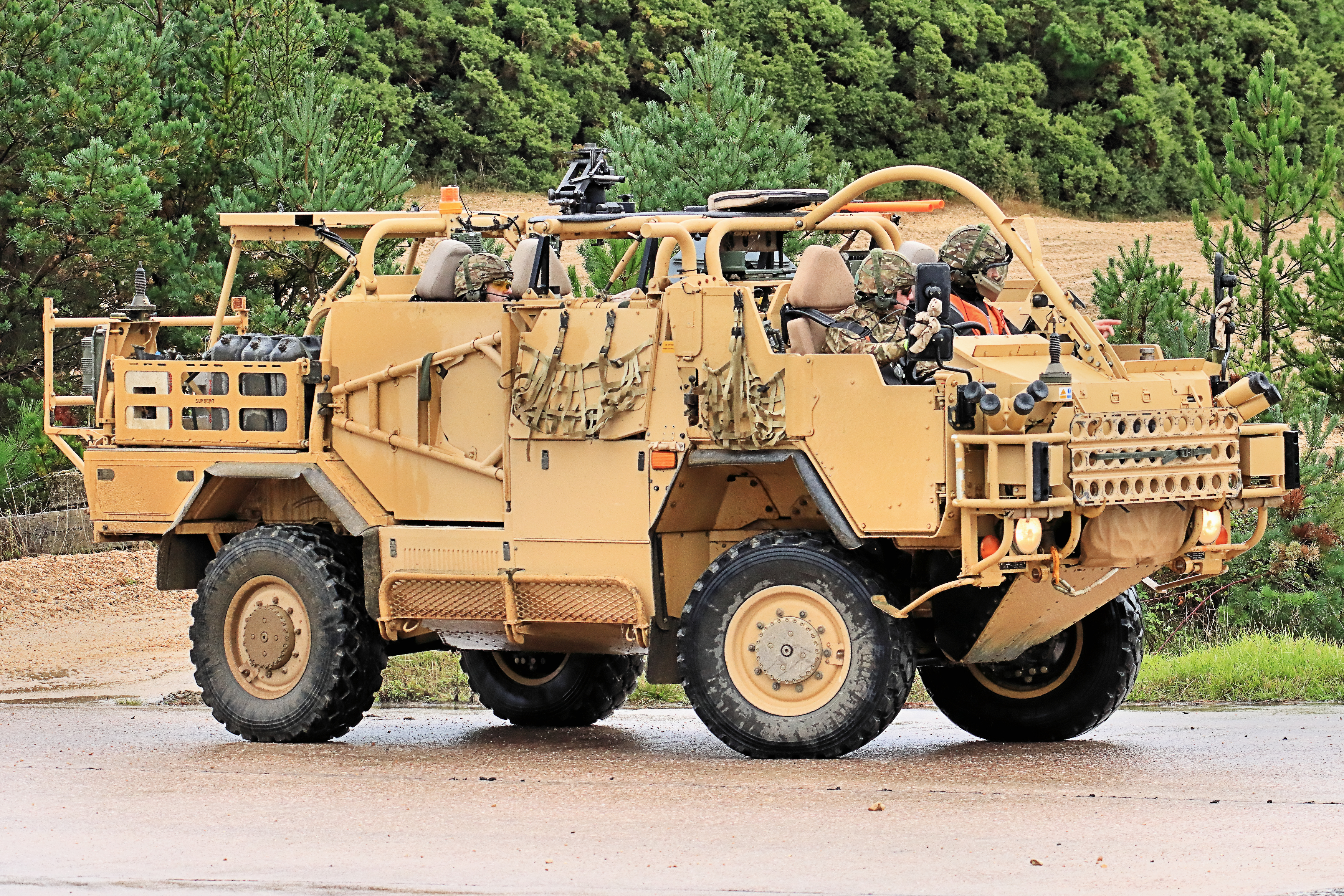
Jackal
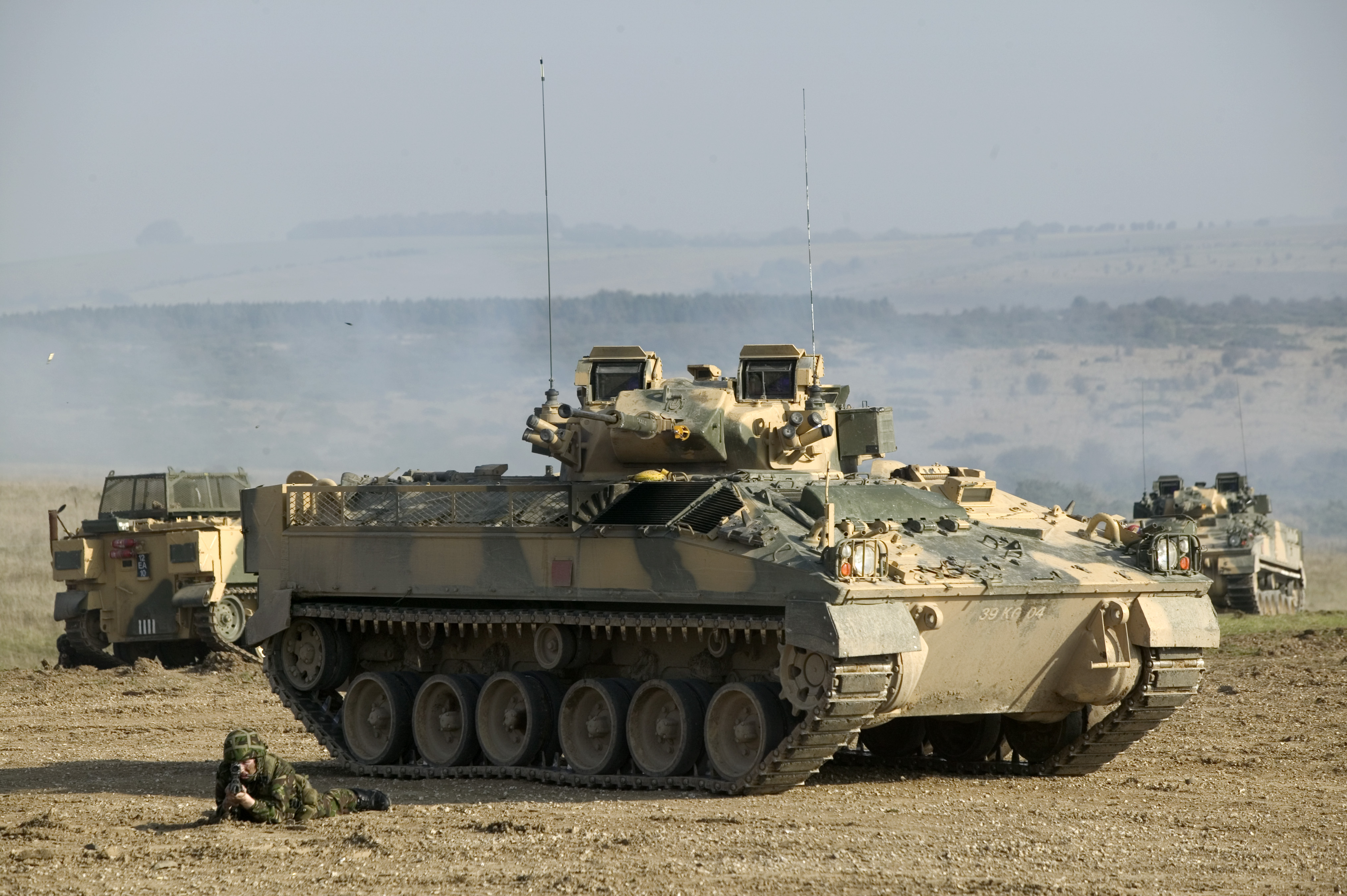
Warrior
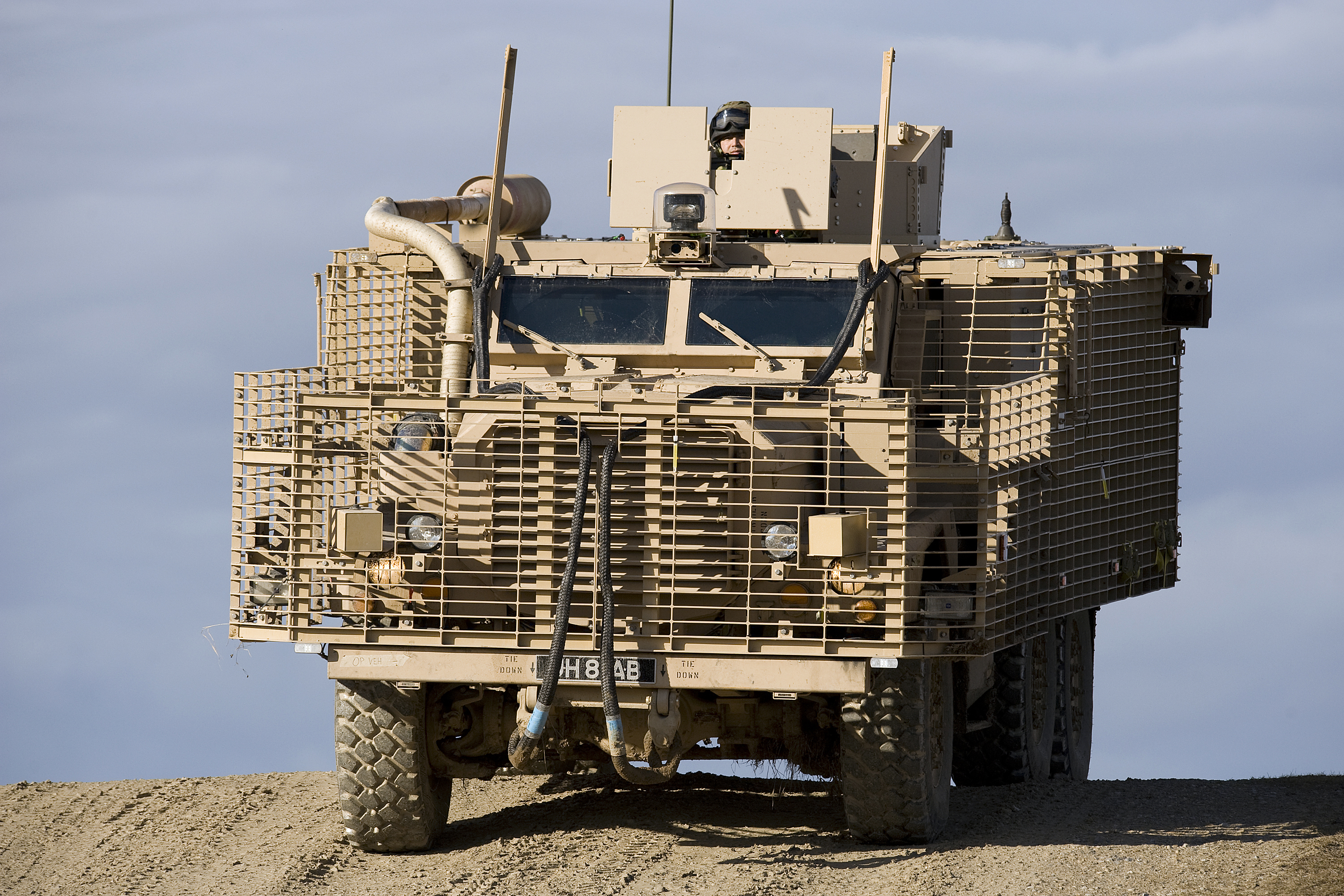
Mastiff
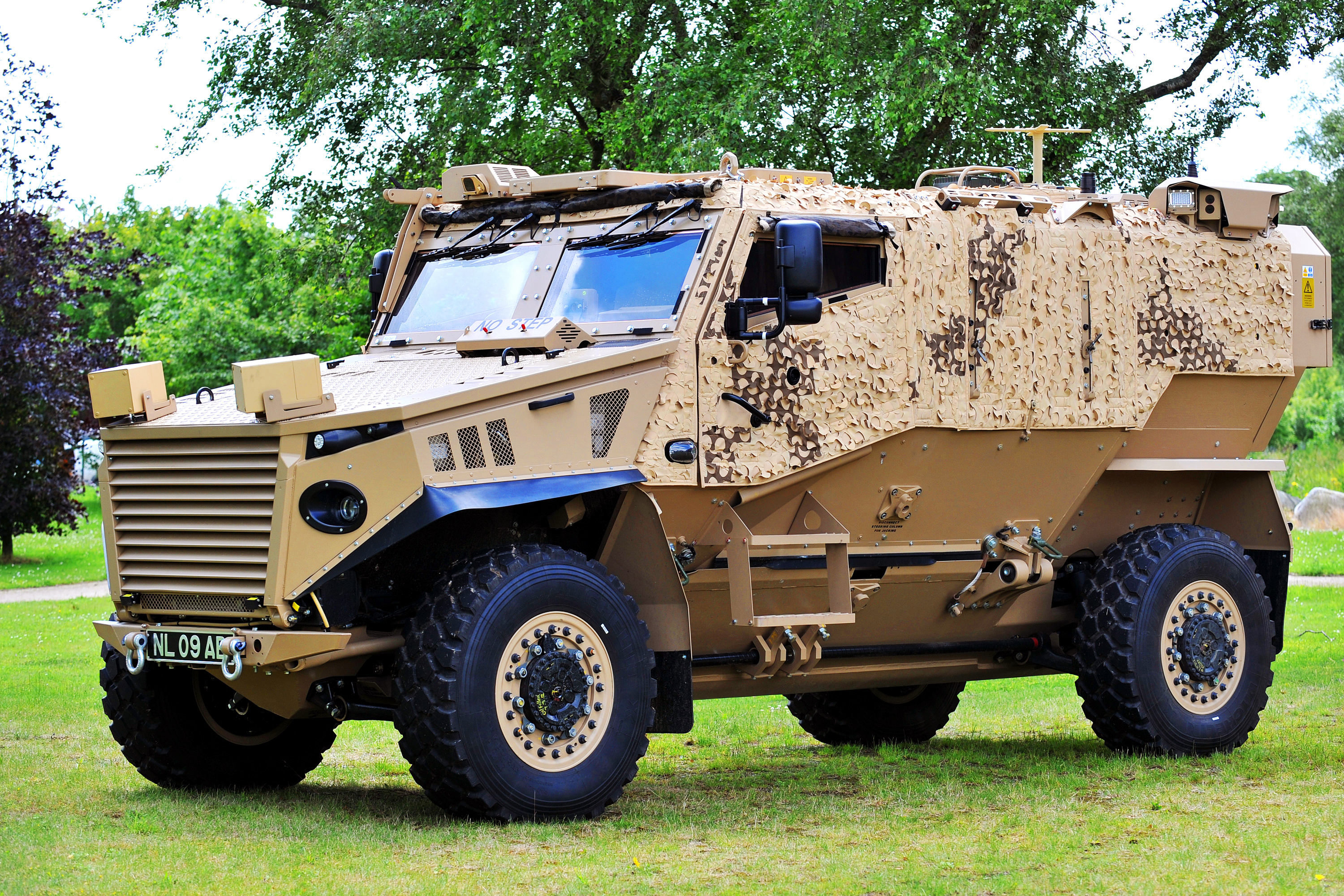
Foxhound
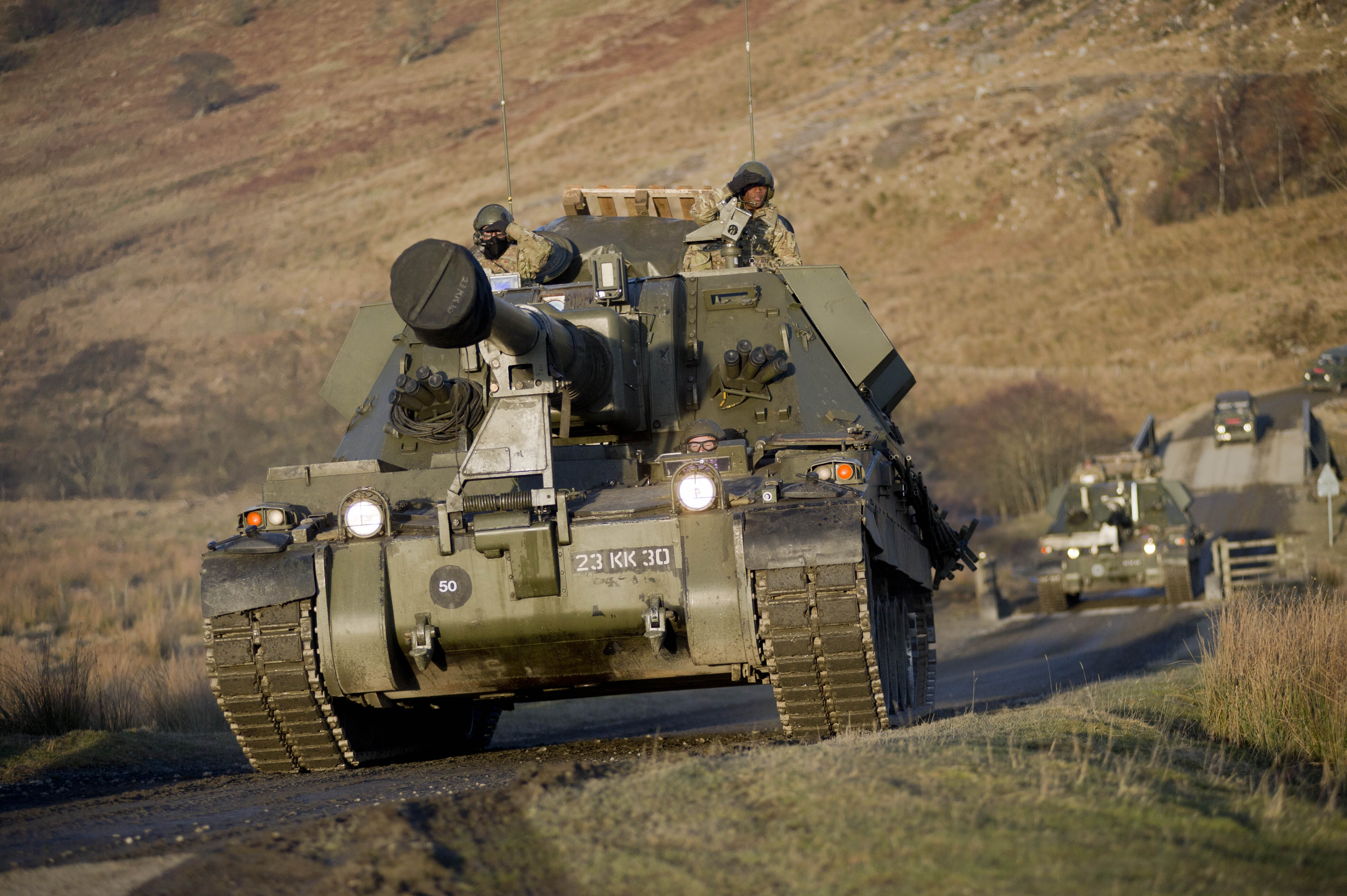
AS-90
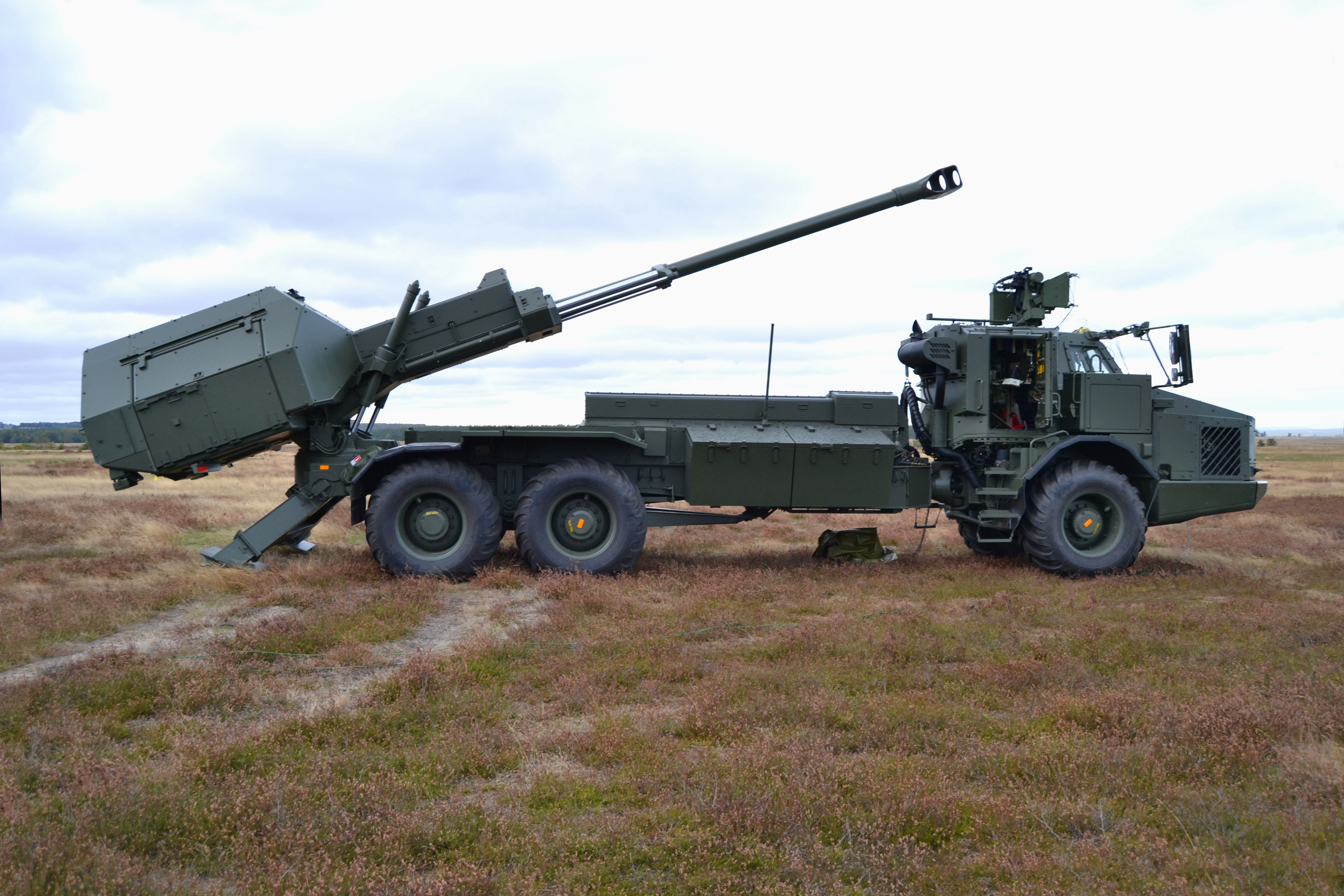
Archer
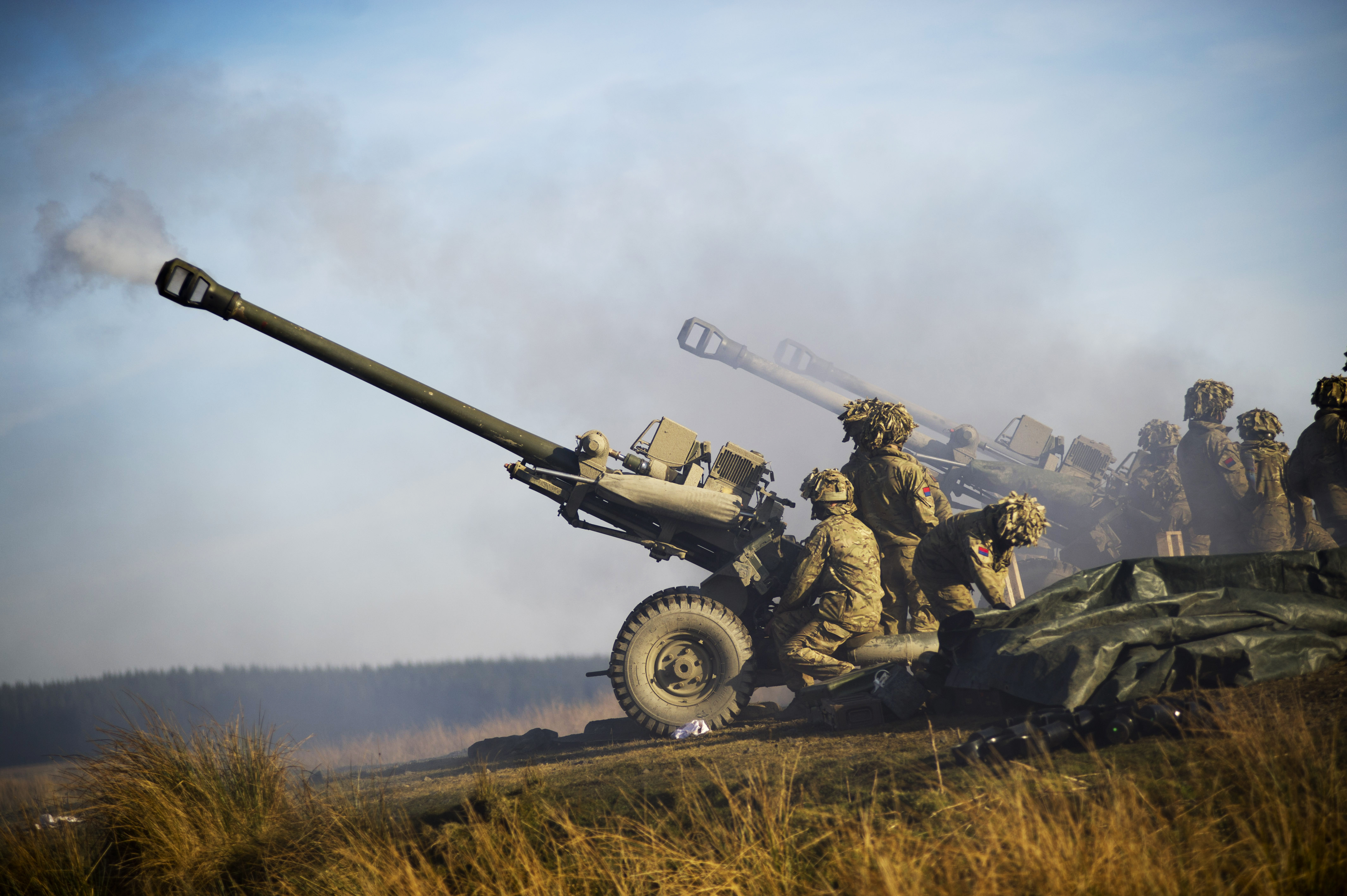
L119
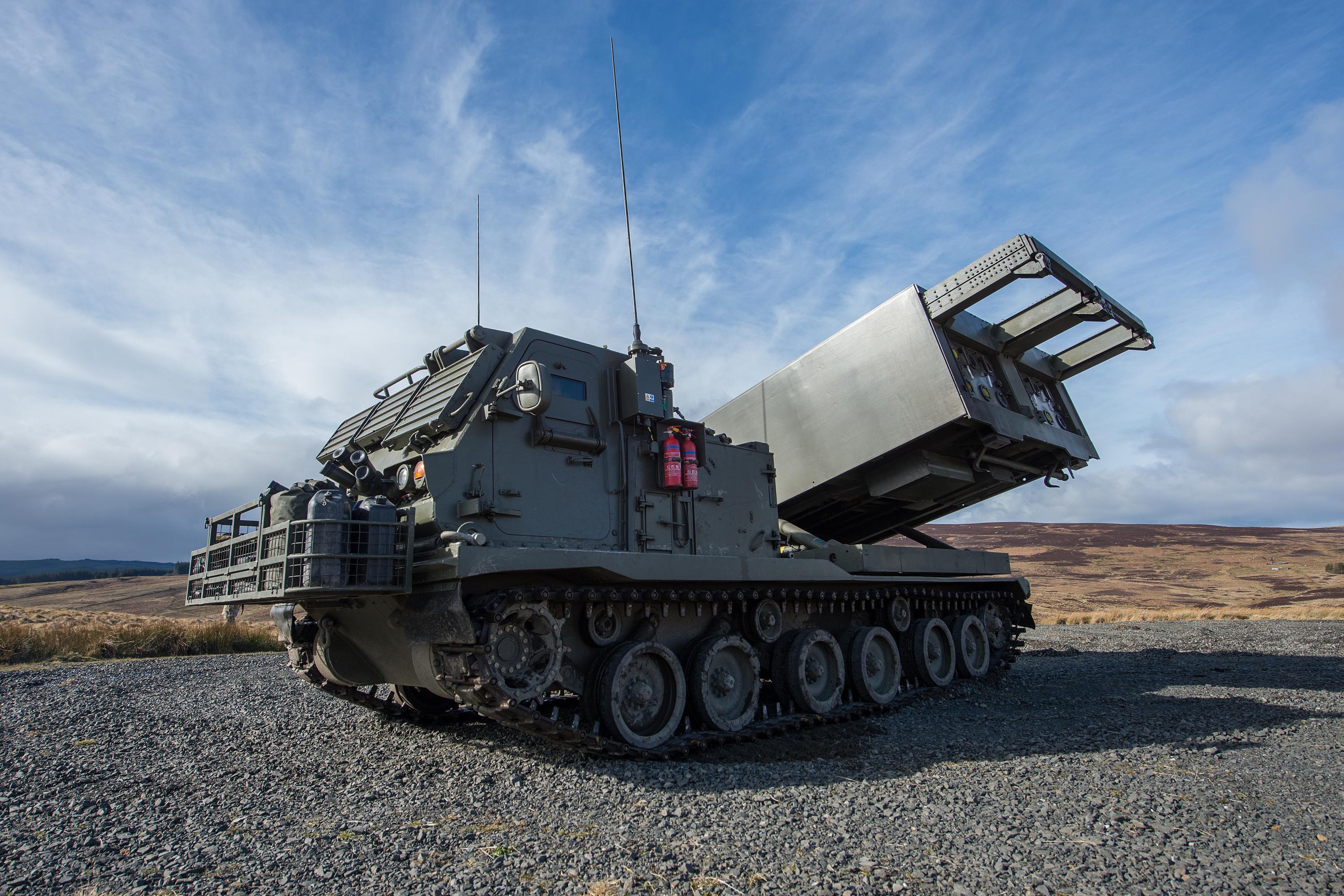
GMRLS
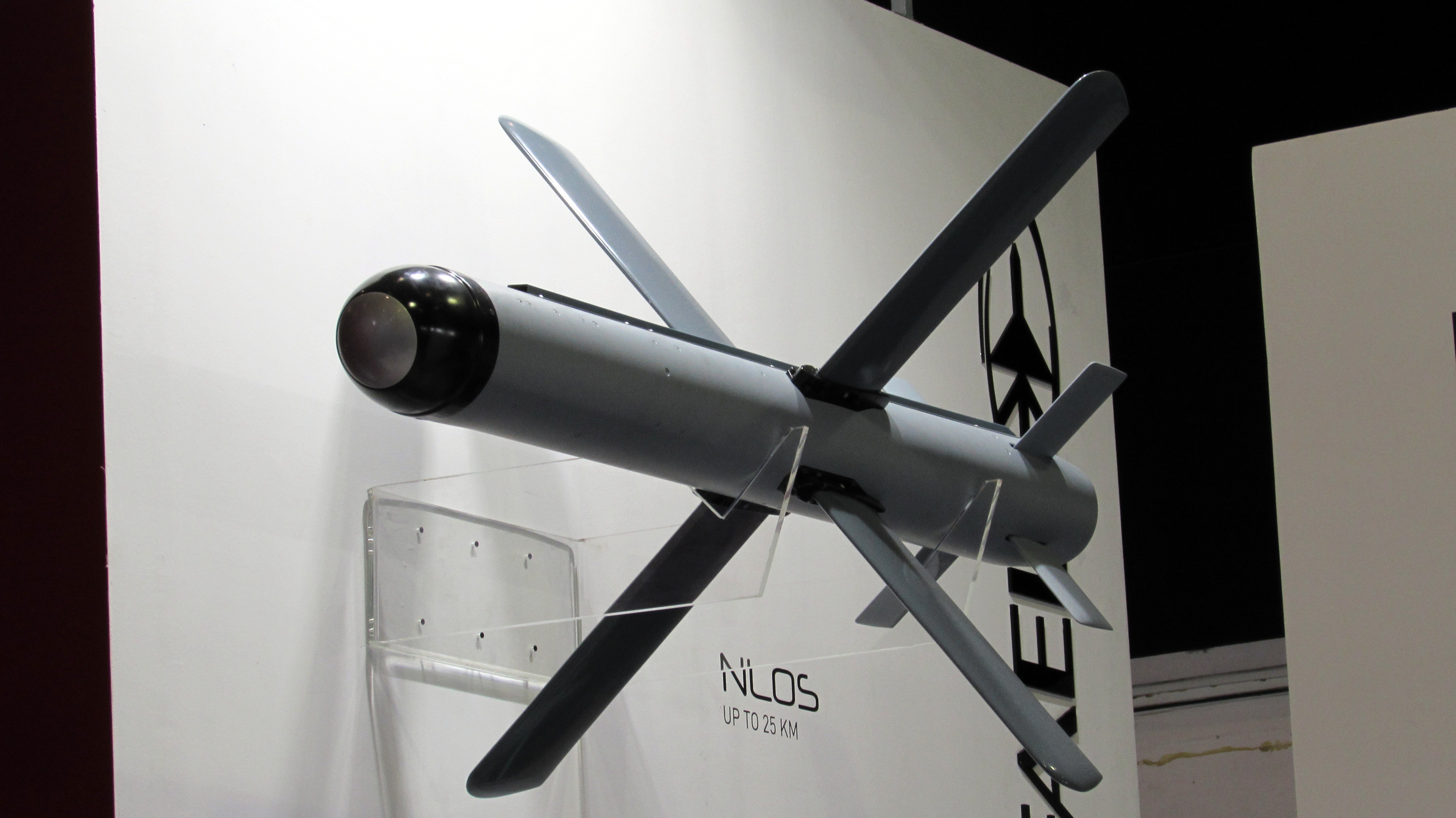
Exactor
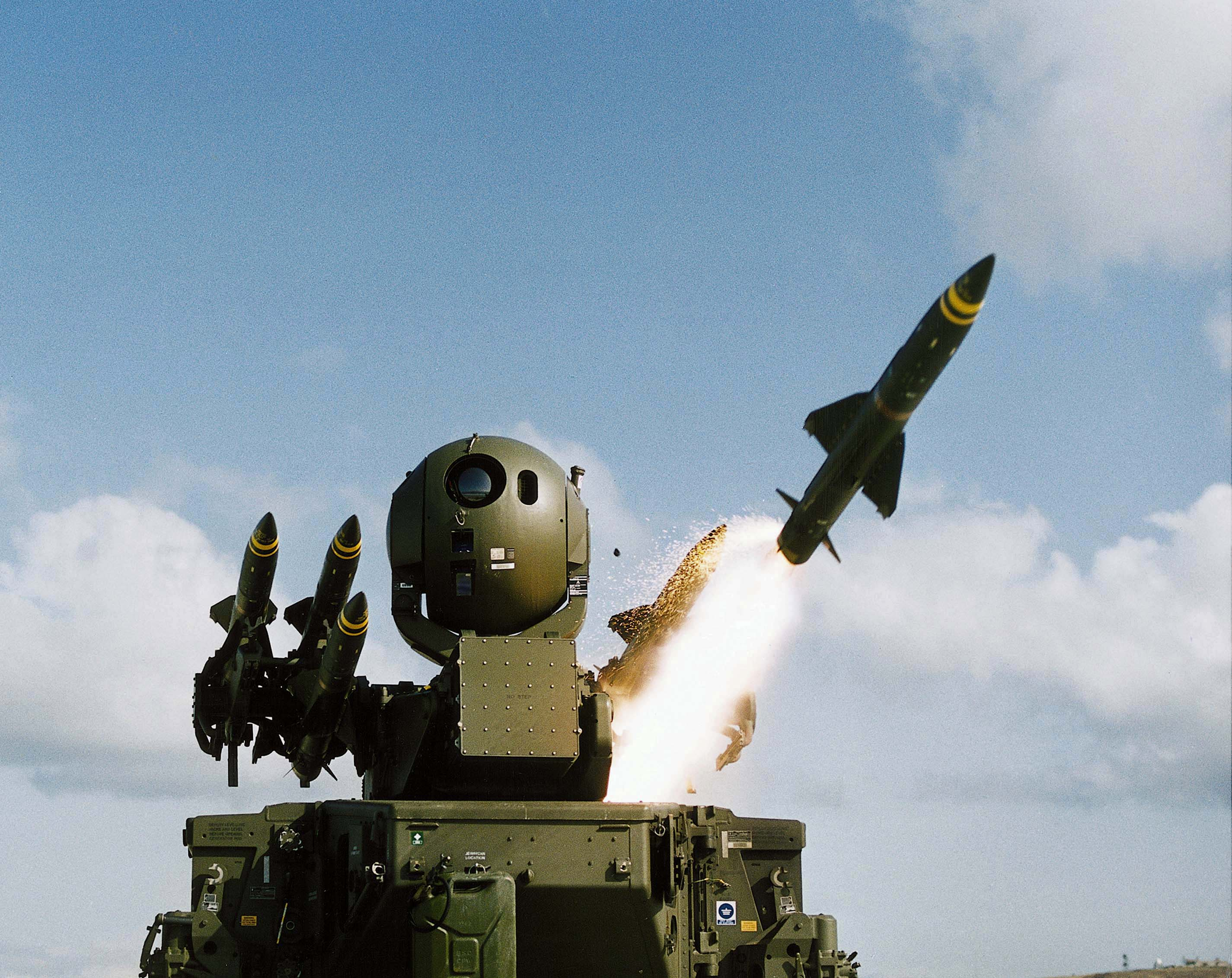
Rapier
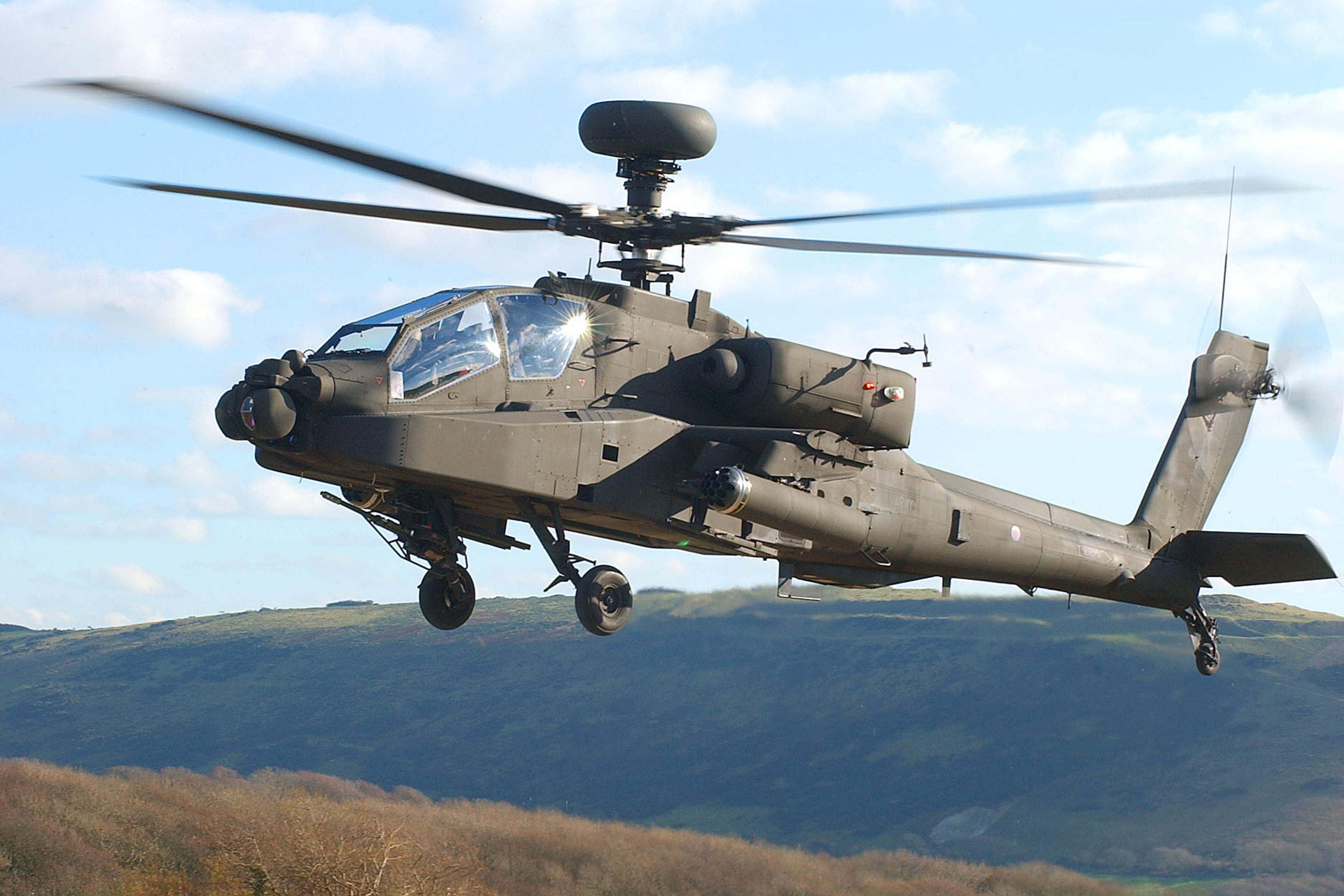
WAH-64 Apache
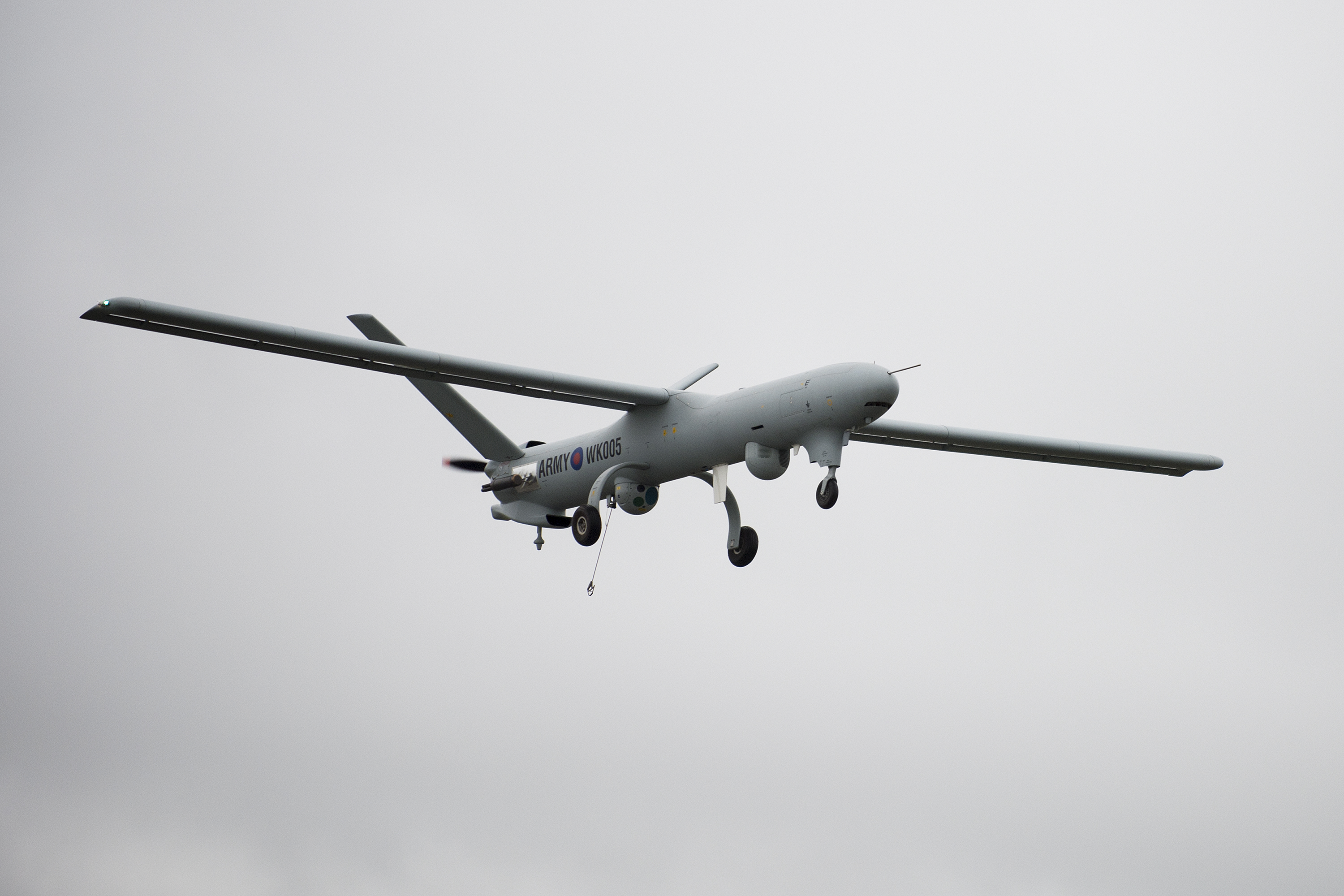
Thales Watchkeeper WK450

## Воинские звания и знаки различия

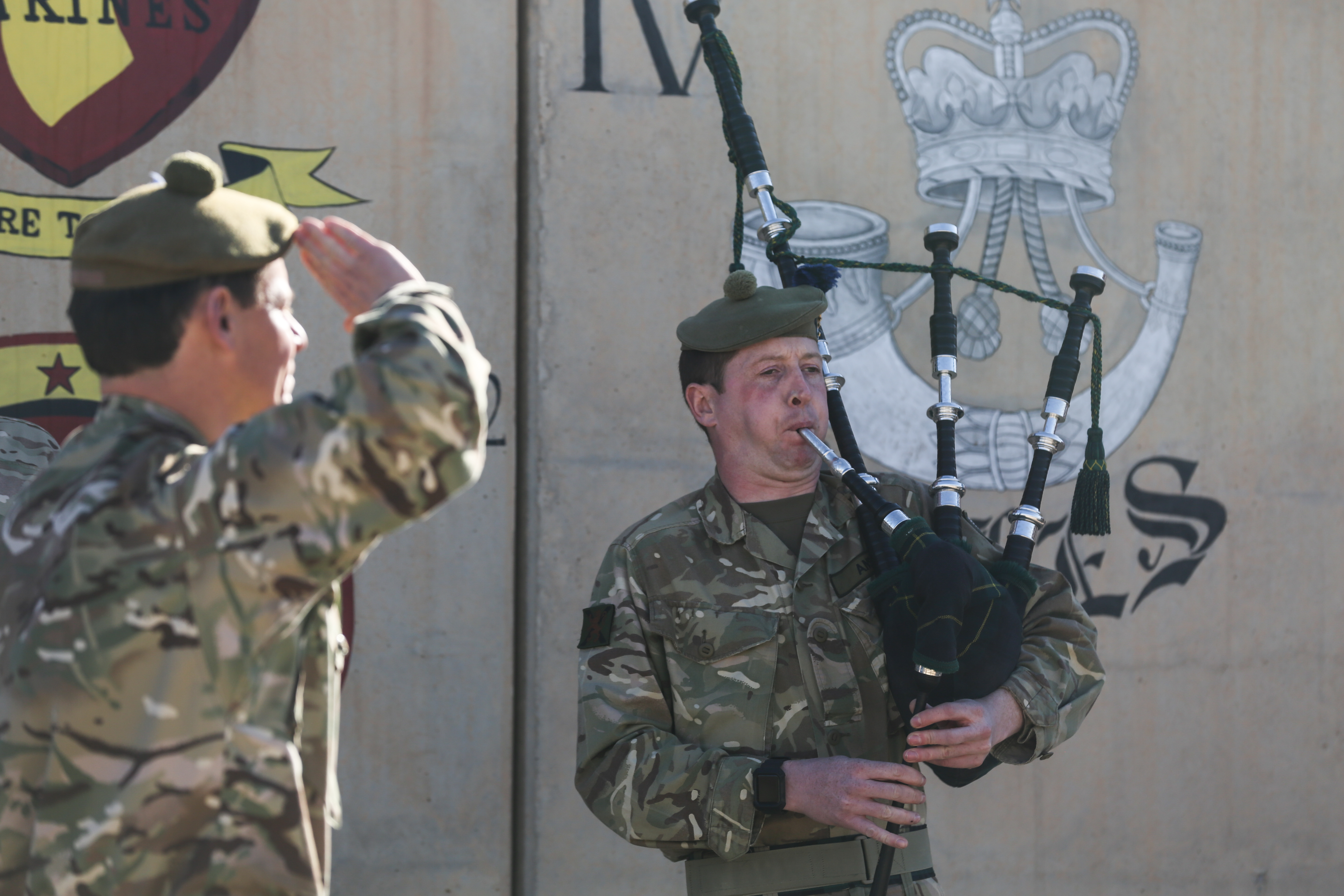
Британский солдат Королевского полка Шотландии с великой хайлендской волынкой на авиабазе Асад, Ирак. 19 января 2017.

### Генералы и офицеры
| Категории               | Генералы      | Генералы          | Генералы           | Генералы      | Старшие офицеры | Старшие офицеры | Старшие офицеры    | Старшие офицеры | Младшие офицеры | Младшие офицеры | Младшие офицеры   |  |
| ----------------------- | ------------- | ----------------- | ------------------ | ------------- | --------------- | --------------- | ------------------ | --------------- | --------------- | --------------- | ----------------- |  |
| Погон                   |               |                   |                    |               |                 |                 |                    |                 |                 |                 |                   |  |
| Английское звание       | Field Marshal | General           | Lieutenant-general | Major-general | Brigadier       | Colonel         | Lieutenant colonel | Major           | Captain         | Lieutenant      | Second lieutenant |  |
| Российское соответствие | Генерал армии | Генерал-полковник | Генерал-лейтенант  | Генерал-майор | Нет             | Полковник       | Подполковник       | Майор           | Капитан         | Лейтенант       | Младший лейтенант |  |

### Подофицеры и солдаты
|  |  |  |

|  |  |

## Список полков
- 1-й лейб-гвардейский полк
- 2-й лейб-гвардейский полк: состоял из 4-х взводов лейб-гвардии, к которым были добавлены два конногренадерских гвардейских взвода. В 1746 г. два взвода лейб-гвардии были расформированы, а оставшиеся лейб-гвардии были расформированы, а оставшиеся войска реорганизованы в 1-й и 2-й лейб-гвардейские полки.
- Королевский конный гвардейский полк «синие» или 1-й конный полк
- 1-й Его Величества драгунский гвардейский полк или 2-й конный полк
- 2-й Её Величества драгунский гвардейский полк или 3-й конный полк
- 3-й драгунский гвардейский полк (1746) бывший 4-й конный
- 4-й драгунский гвардейский полк (1788) «1-й ирландский конный» бывший 5-й конный полк
- 5-й драгунский гвардейский полк (1788) бывший 2-й ирландский конный полк (1746), бывший 6-й конный полк)
- 6-й карабинерский драгунский гвардейский полк (1788), бывший 3-й ирландский конный полк, (1746) бывший 7-й конный полк
- 7-й драгунский гвардейский полк (1788) бывший 4-й ирландский конный полк (1746) бывший 8-й конный полк
- 1-й королевский драгунский полк
- 2-й королевский шотландский серый драгунский полк, бывший Королевский северобританский полк
- 3-й собственный Его Величества драгунский полк
- 4-й драгунский полк
- 5-й королевский ирландский драгунский полк
- 6-й иннискиллингский драгунский полк
- 7-й Её Величества собственный драгунский полк
- 8-й драгунский полк
- 9-й драгунский полк
- 10-й драгунский полк
- 11-й драгунский полк
- 13-й драгунский полк
- 14-й драгунский полк
- 15-й лёгкий драгунский полк
- 16-й лёгкий драгунский полк
- 17-й лёгкий драгунский полк

- Гренадерский гвардейский пехотный полк
- Колдстримский гвардейский пехотный полк
- Шотландский гвардейский пехотный полк
- 1-й королевский шотландский пехотный полк
- 2-й королевский западносуррейский пехотный полк
- 3-й баффский пехотный полк
- 4-й королевский ланкаширский пехотный полк
- 5-й нортумберлендский пехотный полк
- 6-й королевский уорвикширский пехотный полк
- 7-й королевский фузилёрный пехотный полк
- 8-й ливерпульский пехотный полк
- 9-й норфолкский пехотный полк
- 10-й линкольнширский пехотный полк
- 11-й девонширский пехотный полк
- 12-й саффолкский пехотный полк
- 13-й сомерсетский лёгкий пехотный полк
- 14-й западнойоркширский пехотный полк
- 15-й восточнойоркширский пехотный полк
- 16-й бедфордширский пехотный полк
- 17-й лестерширский пехотный полк
- 18-й королевский ирландский пехотный полк
- 19-й йоркширский пехотный полк
- 20-й ланкаширский фузилёрный пехотный полк
- 21-й королевский шотландский фузилёрный пехотный полк
- 22-й чеширский пехотный полк
- 23-й королевский валлийский фузилёрный пехотный полк
- 24-й южноваллийский пограничный пехотный полк
- 25-й собственный Его Величества шотландский пограничный пехотный полк
- 26-й камеронский пехотный полк
- 27-й иннискиллингский фузилёрный пехотный полк
- 28-й глостерширский пехотный полк
- 29-й вустерширский пехотный полк
- 30-й восточноланкастерширский пехотный полк
- 31-й восточносуррейский пехотный полк
- 32-й герцога Корнуольского лёгкий пехотный полк
- 33-й западнорайдингский пехотный полк
- 34-й пограничный пехотный полк
- 35-й королевский сассекский пехотный полк
- 36-й вустерширский пехотный полк
- 37-й гемпширский пехотный полк
- 38-й южностаффордширский пехотный полк
- 39-й дорсетширский пехотный полк
- 40-й южноланкаширский пехотный полк
- 41-й валлийский пехотный полк
- 42-й королевский хайлендский пехотный полк (Чёрная стража)
- 43-й оксфордширский лёгкий пехотный полк
- 44-й эссекский пехотный полк
- 45-й дербиширский пехотный полк
- 46-й герцога Корнуольского лёгкий пехотный полк
- 47-й северный ланкасширский пехотный полк
- 48-й нортгемптонширский пехотный полк
- 49-й королевский берширский пехотный полк
- 50-й королевский западнокентский пехотный полк
- 51-й йоркширский лёгкий пехотный полк
- 52-й оксфордширский лёгкий пехотный полк
- 53-й шропширский лёгкий пехотный полк
- 54-й дорсетширский пехотный полк
- 55-й пограничный пехотный полк
- 56-й эссекский пехотный полк
- 57-й миддлсекский пехотный полк
- 58-й нортгемптонширский пехотный полк
- 59-й восточноланкастерский пехотный полк
- 60-й пехотный полк Его Величества королевского стрелкового корпуса
- 61-й глостерширский пехотный полк
- 62-й уилтширский пехотный полк
- 63-й манчестерский пехотный полк
- 64-й северностаффордширский пехотный полк
- 65-й йоркско-ланкастерский пехотный полк
- 66-й королевский беркширский пехотный полк
- 67-й гемпширский пехотный полк
- 68-й даремский лёгкий пехотный полк
- 69-й валлийский пехотный полк
- 70-й восточносуррейский пехотный полк
- 71-й пехотный полк
- 72-й пехотный полк
- 73-й пехотный полк
- 74-й пехотный полк
- 75-й пехотный полк
- 76-й пехотный полк
- 77-й пехотный полк
- 78-й пехотный полк
- 79-й пехотный полк
- 80-й пехотный полк
- 81-й пехотный полк
- 82-й пехотный полк
- 83-й пехотный полк
- 84-й пехотный полк
- 85-й пехотный полк
- 86-й пехотный полк
- 87-й пехотный полк
- 88-й пехотный полк
- 89-й пехотный полк
- 90-й пехотный полк
- 91-й пехотный полк
- 92-й пехотный полк
- 93-й пехотный полк
- 94-й пехотный полк
- 95-й пехотный полк
- 96-й пехотный полк
- 97-й пехотный полк
- 98-й пехотный полк
- 99-й пехотный полк
- 100-й пехотный полк
- 101-й мюнстерский фузилёрный пехотный полк
- 102-й королевский дублинский фузилёрный пехотный полк
- 103-й пехотный полк
- 104-й пехотный полк[16]

- 1-й лейб-гвардейский полк (1st Life Guards) (Регентский парк)
- 2-й лейб-гвардейский полк (2nd Life Guards) (Гайд-парк)
- Королевский конный гвардейский полк (Royal Horse Guards) (Виндзор)
- 1-й драгунский гвардейский полк (1st Dragoon Guards) (Норидж)
- 2-й драгунский гвардейский полк (2nd Dragoon Guards) (Египет)
- 3-й драгунский гвардейский полк (3rd Dragoon Guards) (Наталь)
- 4-й драгунский гвардейский полк (4th Dragoon Guards) (Равалпинди)
- 5-й драгунский гвардейский полк (5th Dragoon Guards) (Мератх)
- 6-й драгунский гвардейский полк (6th Dragoon Guards) (Йорк)
- 7-й драгунский гвардейский полк (7th Dragoon Guards) (Шорнклиф)
- 1-й драгунский полк (1st Dragoons) (Дублин)
- 2-й драгунский полк (2nd Dragoons) (Олдершот)
- 3-й гусарский полк (3rd Hussars) (Ньюбридж)
- 4-й гусарский полк (4th Hussars) (Олдершот)
- 5-й уланский полк (5th Lancers) (Матхура)
- 6-й драгунский полк (6th Dragoons) (Манчестер)
- 7-й гусарский полк (7th Hussars) (Mhow)
- 8-й гусарский полк (8th Hussars) (Хунслоу)
- 9-й уланский полк (9th Lancers) (Олдершот)
- 10-й гусарский полк (10th Hussars) (Баллинколлиг)
- 11-й гусарский полк (11th Hussars) (Сиалкот)
- 12-й уланский полк (12th Lancers) (Эдинбург)
- 13-й гусарский полк (13th Hussars) (Дундалк)
- 14-й гусарский полк (14th Hussars) (Кахир)
- 15-й гусарский полк (15th Hussars) (Дублин)
- 16-й гусарский полк (16th Hussars) (Лакхнау)
- 17-й гусарский полк (17th Hussars) (Престон)
- 18-й гусарский полк (18th Hussars) (Амбала)
- 19-й гусарский полк (19th Hussars) (Бангалор)
- 20-й гусарский полк (20th Hussars) (Колчестер)
- 21-й гусарский полк (21st Hussars) (Секундерабад)
- Королевская конная артиллерия 20 батт (Royal Horse Artillery 20 Batts ) (Вулидж)
- Полевая артиллерия 80 батт Штаб (Field Artillery 80 Batts HQ ) (Вулидж)
- Гарнизонная артиллерия (Garrison Artillery) ()
  - Штаб Восточной дивизии (Eastern Division HQ) (Дувр)
  - Штаб Южной дивизии (Southern Division HQ) (Портсмут)
  - Штаб Западной дивизии (Western Division HQ) (Девонпорт)
- Королевская мальтийская артиллерия (Royal Malta Artillery) (Мальта)
- 42 роты обслуживания Королевских инженеров (RE 42 Service Coys HQ ) (Чатем)
- Телеграфный батальон Королевских инженеров (RE Telegraph Bn2 divs ) (Олдершот)
- 2-й мостовой батальон Королевских инженеров (RE Bridging Bn2 troops ) (Олдершот)
- Гренадерский гвардейский полк, 1-й батальон (Grenadier Guards, 1st Bn) (В'Тон Барр)
- Гренадерский гвардейский полк, 2-й батальон (Grenadier Guards, 2nd Bn) (Челси Барр)
- Гренадерский гвардейский полк, 3-й батальон (Grenadier Guards 3rd Bn) (Башня)
- Колдстримский гвардейский полк, 1-й батальон (Coldstream Guards, 1st Bn) (В'Тон Бар)
- Колдстримский гвардейский полк, 2-й батальон (Coldstream Guards, 2nd Bn) (Дублин)
- Шотландский гвардейский полк, 1-й батальон (Scots Guards, 1st Bn) (Виндзор)
- Шотландский гвардейский полк, 2-й батальон (Scots Guards, 2nd Bn) (Челси Барр)
- Королевский шотландский полк (1-й), 1-й батальон (Royal Scots (1st), 1st Bn) (Чатем)
- Королевский шотландский полк (1-й), 2-й батальон (Royal Scots (1st), 2nd Bn) (Белгаум)
- Её Величества королевский западносуррейский полк (2-й), 1-й батальон (Queen's (Royal West Surrey Regiment (2nd), 1st Bn) (Умбалла)
- Её Величества королевский западносуррейский полк (2-й), 2-й батальон (Queen's (Royal West Surrey Regiment (2nd), 2nd Bn) (Дувр)
- Баффский полк (восточнокентский полк), 1-й батальон (The Buffs (East Kent Regiment) (3rd), 1st Bn) (Джаландхар)
- Баффский полк (восточнокентский полк), 2-й батальон (The Buffs (East Kent Regiment) (3rd), 2nd Bn) (Атлон)
- Собственный Его Величества (королевский ланкастерский полк) (4), 1-й батальон (King's Own (Royal Lancaster Regiment) (4th), 1st Bn) (Портсмут)
- Собственный Его Величества королевский полк (4-й), 2-й батальон (King's Own (Royal Lancaster Regiment) (4th), 2nd Bn) (Нуссирабад)
- Нортумберлендский фузилёрный полк (5), 1-й батальон (Northumberland Fusiliers (5th), 1st Bn) (Олдершот)
- Нортумберлендский фузилёрный полк (5), 2-й батальон (Northumberland Fusiliers (5th), 2nd Bn) (Сингапур)
- Королевский уорикширский полк (6), 1-й батальон (Royal Warwickshire Regiment (6th), 1st Bn) (Чатем)
- Королевский уорикширский полк (6), 2-й батальон (Royal Warwickshire Regiment (6th), 2nd Bn) (Цейлон)
- Королевский фузилёрный полк (7), 1-й батальон (Royal Fusiliers (7th), 1st Bn) (Карачи)
- Королевский фузилёрный полк (7), 2-й батальон (Royal Fusiliers (7th), 2nd Bn) (Гернси)
- Его Величества (ливерпульский) полк (8), 1-й батальон (King's (Liverpool Regiment) (8th), 1st Bn) (Галифакс)
- Его Величества (ливерпульский) полк (8) 2-й тт. (King's (Liverpool Regiment) (8th 2ndt Bn) (Колчестер)
- Норфолкский полк (9), 1-й батальон (Norfolk Regiment (9th), 1st Bn) (Умбалла)
- Норфолкский полк (9), 2-й батальон (Norfolk Regiment (9th), 2nd Bn) (Олдершот)
- Линкольнширский полк (10), 1-й батальон (Lincolnshire Regiment (10th), 1st Bn) (Мальта)
- Линкольнширский полк (10-й), 2-й батальон (Lincolnshire Regiment (10th), 2nd Bn)
- Девонширский полк (11), 1-й батальон (Devonshire Regiment (11th), 1st Bn) (Noshera)
- Девонширский полк (11), 2-й батальон (Devonshire Regiment (11th), 2nd Bn) (Плимут)
- Саффолкский полк (12-й), 1-й батальон (Suffolk Regiment (12th), 1st Bn) (Уорли-Таун)
- Саффолкский полк (12-й), 2-й батальон (Suffolk Regiment (12th), 2nd Bn) (Секундарабад)
- Сомерсетширский лёгкий пехотный полк (13-й), 1-й батальон (Somersetshire Light Infantry (13th), 1st Bn) (Умбалла)
- Сомерсетширский лёгкий пехотный полк (13-й), 2-й батальон (Somersetshire Light Infantry (13th), 2nd Bn) (Девонпорт)
- Западнойоркширский полк (14-й), 1-й батальон (West Yorkshire Regiment (14th), 1st Bn) (Гибралтар)
- Западнойоркширский полк (14-й), 2-й батальон (West Yorkshire Regiment (14th), 2nd Bn) (Аден)
- Восточнойоркширский полк (15), 1-й батальон (East Yorkshire Regiment (15th), 1st Bn) (Египет)
- Восточнойоркширский полк (15), 2-й батальон (East Yorkshire Regiment (15th), 2nd Bn) (Бирр)
- Бедфордширский полк (16), 1-й батальон (Bedfordshire Regiment (16th), 1st Bn) (Пешавур)
- Бедфордширский полк (16), 2-й батальон (Bedfordshire Regiment (16th), 2nd Bn) (Олдершот)
- Лестерширский полк (17), 1-й батальон (Leicestershire Regiment (17th), 1st Bn) (Вест-Индия)
- Лестерширский полк (17), 2-й батальон (Leicestershire Regiment (17th), 2nd Bn) (Олдершот)
- Королевский ирландский полк (18), 1-й батальон (Royal Irish Regiment (18th), 1st Bn) (Лимерик)
- Королевский ирландский полк (18), 2-й батальон (Royal Irish Regiment (18th), 2nd Bn) (Джуббулпор)
- Йоркширский полк (19), 1-й батальон (Yorkshire Regiment (19th), 1st Bn) (Джерси)
- Йоркширский полк (19), 2-й батальон (Yorkshire Regiment (19th), 2nd Bn) (Бирма)
- Ланкаширский фузилёрный полк (20), 1-й батальон (Lancashire Fusiliers (20th), 1st Bn) (Каррэ (Curragh))
- Ланкаширский фузилёрный полк (20-й), 2-й батальон (Lancashire Fusiliers (20th), 2nd Bn) (Кветта)
- Королевский шотландский фузилёрный полк (21), 1-й батальон (Royal Scots Fusiliers (21st), 1st Bn) (Олдершот)
- Королевский шотландский фузилёрный полк (21), 2-й батальон (Royal Scots Fusiliers (21st), 2nd Bn) (Сиалкот)
- Чеширский полк (22), 1-й батальон (Cheshire Regiment (22nd), 1st Bn) (Беллари)
- Чеширский полк (22-й), 2-й батальон (Cheshire Regiment (22nd), 2nd Bn) (Олдершот)
- Королевский валлийский фузилёрный полк (23), 1-й батальон (Royal Welsh Fusiliers (23rd), 1st Bn) (Джханси)
- Королевский валлийский фузилёрный полк (23-й), 2-й батальон (Royal Welsh Fusiliers (23rd), 2nd Bn) (Олдершот)
- Южноуэльский пограничный полк (24-й), 1-й батальон (South Wales Borderers (24th), 1st Bn) (Египет)
- Южноуэльский пограничный полк (24-й), 2-й батальон (South Wales Borderers (24th), 2nd Bn) (Портсдаун)
- Собственный Его Величества шотландский пограничный полк (25-й) 1-й (King's Own Scottish Borderers (25th) 1st ) (Йорк)
- Собственный Его Величества шотландский пограничный полк (25-й) 2-й (King's Own Scottish Borderers (25th) 2nd ) (Равалпинди)
- Камеронский полк (шотландские стрелковый полк) (26-90-й), 1-й батальон (Cameronians (Scottish Rifles) (26th-90th), 1st Bn) (Раникхет)
- Камеронский полк (шотландские стрелковый полк) (26-90-й), 2-й батальон (Cameronians (Scottish Rifles) (26th-90th), 2nd Bn) (Паркхёрст)
- Королевский иннискиллингский фузилёрный полк (28-108-й), 1-й батальон (Royal Inniskilling Fusiliers (28th-108th), 1st Bn) (Кинсейл)
- Королевский иннискиллингский фузилёрный полк (28-108-й), 2-й батальон (Royal Inniskilling Fusiliers (28th-108th), 2nd Bn) (Бирма)
- Глостерширский полк (28-61-й), 1-й батальон (Gloucestershire Regiment (28th-61st), 1st Bn) (Мальта)
- Глостерширский полк (28-61-й), 2-й батальон (Gloucestershire Regiment (28th-61st), 2nd Bn) (Девонпорт)
- Вустерширский полк (29-26-й), 1-й батальон (Worcestershire Regiment (29th-26th), 1st Bn) (Бирма)
- Вустерширский полк (29-26-й), 2-й батальон (Worcestershire Regiment (29th-26th), 2nd Bn) (Олдершот)
- Восточноланкаширский полк (30-59-й), 1-й батальон (East Lancashire Regiment (30th-59th), 1st Bn) (Лакхнау)
- Восточноланкаширский полк (30-59-й), 2-й батальон (East Lancashire Regiment (30th-59th), 2nd Bn) (Гибралтар)
- Восточносуррейский полк (31-70-й), 1-й батальон (East Surrey Regiment (31st-70th), 1st Bn) (Агра)
- Восточносуррейский полк (31-70-й), 2-й батальон (East Surrey Regiment (31st-70th), 2nd Bn) (Мальта)
- Лёгкий пехотный полк герцога Корнуольского (32-46-й), 1-й батальон (Duke of Cornwall's Light Infantry (32nd-46th), 1st Bn) (Мератх)
- Лёгкий пехотный полк герцога Корнуольского (32-46-й), 2-й батальон (Duke of Cornwall's Light Infantry (32nd-46th), 2nd Bn) (Ньюри)
- Полк герцога Веллингтона (западнорайдингский полк) (33-76-й), 1-й батальон (Duke of Wellington's (West Riding Regiment) (33rd-76th), 1st Bn) (Дувр)
- Полк герцога Веллингтона (западнорайдингский полк) (33-76-й), 2-й батальон (Duke of Wellington's (West Riding Regiment) (33rd-76th), 2nd Bn) (Южная Африка)
- Пограничный полк (34-55-й), 1-й батальон (Border Regiment (34th-55th), 1st Bn) (Вулидж)
- Пограничный полк (34-55-й), 2-й батальон (Border Regiment (34th-55th), 2nd Bn) (Вазиристан)
- Королевский суссекский полк (35-107-й), 1-й батальон (Royal Sussex Regiment (35th-107th), 1st Bn) (Фермой)
- Королевский суссекский полк (35-107-й), 2-й батальон (Royal Sussex Regiment (35th-107th), 2nd Bn) (Дум-Дум)
- Хэмпширский полк (37-67-й), 1-й батальон (Hampshire Regiment (37th-67th), 1st Bn) (Барейли)
- Хэмпширский полк (37-67-й), 2-й батальон (Hampshire Regiment (37th-67th), 2nd Bn) (Curragh)
- Южностаффордширский полк (38-80-й), 1-й батальон (South Staffordshire Regiment (38th-80th), 1st Bn) (Личфилд)
- Южностаффордширский полк (38-80-й), 2-й батальон (South Staffordshire Regiment (38th-80th), 2nd Bn) (Египет)
- Дорсетширский полк (39-54-й), 1-й батальон (Dorsetshire Regiment (39th-54th), 1st Bn) (Веллингтон)
- Дорсетширский полк (39-54-й), 2-й батальон (Dorsetshire Regiment (39th-54th), 2nd Bn) (Белфаст)
- Южноланкаширский полк (40-82-й), 1-й батальон (South Lancashire Regiment (40th-82nd), 1st Bn) (Корк)
- Южноланкаширский полк (40-82-й), 2-й батальон (South Lancashire Regiment (40th-82nd), 2nd Bn)
- Валлийский полк (41-69-й), 1-й батальон (Welsh Regiment (41st-69th), 1st Bn) (Пемброк Дк)
- Валлийский полк (41-69-й), 2-й батальон (Welsh Regiment (41st-69th), 2nd Bn) (Секундерабад)
- Чёрная стража (королевский хайлендский полк) (42-73-й), 1-й батальон (The Black Watch (Royal Highlanders) (42nd-73rd), 1st Bn) (Маврикий)
- Чёрная стража (королевский хайлендский полк) (42-73-й), 2-й батальон (The Black Watch (Royal Highlanders) (42nd-73rd), 2nd Bn) (Эдинбург)
- Оксфордширский лёгкий пехотный полк (43-52-й), 1-й батальон (Oxfordshire Light Infantry (43rd-52nd), 1st Bn) (Дублин)
- Оксфордширский лёгкий пехотный полк (43-52-й), 2-й батальон (Oxfordshire Light Infantry (43rd-52nd), 2nd Bn) (Барейли)
- Эссекский полк (44-56-й), 1-й батальон (Essex Regiment (44th-56th), 1st Bn) (Фермой)
- Эссекский полк (44-56-й), 2-й батальон (Essex Regiment (44th-56th), 2nd Bn) (Лакхнау)
- Шервудский егерский полк (дербиширский полк) (45-95-й), 1-й батальон (Sherwood Foresters (Derbyshire Regiment) (45th-95th), 1st Bn) (Дублин)
- Шервудский егерский полк (дербиширский полк) (45-95-й), 2-й батальон (Sherwood Foresters (Derbyshire Regiment) (45th-95th), 2nd Bn) (Субатху)
- Верный североланкаширский полк (47-81-й), 1-й батальон (Loyal North Lancashire Regiment (47th-81st), 1st Bn) (Пуна)
- Верный североланкаширский полк (47-81-й), 2-й батальон (Loyal North Lancashire Regiment (47th-81st), 2nd Bn) (Маллингар)
- Нортгемптонширский полк (48-58-й), 1-й батальон (Northamptonshire Regiment (48th-58th), 1st Bn) (Бангалор)
- Нортгемптонширский полк (48-58-й), 2-й батальон (Northamptonshire Regiment (48th-58th), 2nd Bn) (Колчестер)
- Беркширский полк (49-66-й), 1-й батальон (Berkshire Regiment (49th-66th), 1st Bn) (Бермудские острова)
- Беркширский полк (49-66-й), 2-й батальон (Berkshire Regiment (49th-66th), 2nd Bn) (Девонпорт)
- Собственный полк королевы (королевский западнокентский полк) (50-97-й), 1-й батальон (Queen's Own (Royal West Kent Regiment) (50th-97th), 1st Bn) (Мератх)
- Собственный полк королевы (королевский западнокентский полк) (50-97-й), 2-й батальон (Queen's Own (Royal West Kent Regiment) (50th-97th), 2nd Bn) (Эннискиллен)
- Собственный Его Величества лёгкий пехотный полк (51-105-й), 1-й батальон (King's Own L.I. (51st-105th), 1st Bn) (Белфаст)
- Собственный Его Величества лёгкий пехотный полк (51-105-й), 2-й батальон (King's Own L.I. (51st-105th), 2nd Bn) (Пуна)
- Его Величества полк (шропширский лёгкий пехотный полк) (52-85-й), 1-й батальон (King's (Shropshire Light Infantry) (52rd-85th), 1st Bn) (Форт Уильям)
- Его Величества полк (шропширский лёгкий пехотный полк) (52-85-й), 2-й батальон (King's (Shropshire Light Infantry) (52rd-85th), 2nd Bn) (Портленд)
- Мидлсекский полк (57-77-й), 1-й батальон (Middlesex Regiment (57th-77th), 1st Bn) (Гибралтар)
- Миддлсекский полк (57-77-й), 2-й батальон (Middlesex Regiment (57th-77th), 2nd Bn) (Ахмеднуггур)
- Его Величества королевский стрелковый корпус (60-й, 1-й батальон) (King's Royal Rifle Corps (60th, 1st Bn) (Пешавур)
- Его Величества королевский стрелковый корпус (60-й, 2-й батальон) (King's Royal Rifle Corps (60th, 2nd Bn) (Мальта)
- Его Величества королевский стрелковый корпус (60-й, 3-й батальон) (King's Royal Rifle Corps (60th, 3rd Bn) (Шорнклифф)
- Его Величества королевский стрелковый корпус (60-й, 4-й батальон) (King's Royal Rifle Corps (60th, 4th Bn) (Дувр)
- Уилтширский полк (62-99-й), 1-й батальон (Wiltshire Regiment (62nd-99th), 1st Bn) (Олдершот)
- Уилтширский полк (62-99-й), 2-й батальон (Wiltshire Regiment (62nd-99th), 2nd Bn) (Бирма)
- Манчестерский полк (63-96-й), 1-й батальон (Manchester Regiment (63rd-96th), 1st Bn) (Престон)
- Манчестерский полк (63-96-й), 2-й батальон (Manchester Regiment (63rd-96th), 2nd Bn) (Динапор)
- Северостаффордширский полк (64-98-й), 1-й батальон (North Staffordshire Regiment (64th-98th), 1st Bn) (Мальта)
- Северостаффордширский полк (64-98-й), 2-й батальон (North Staffordshire Regiment (64th-98th), 2nd Bn) (Дублин)
- Йоркский и ланкастерский полк (65-84-й), 1-й батальон (York and Lancaster Regiment (65th-84th), 1st Bn) (Корк)
- Йоркский и ланкастерский полк (65-84-й), 2-й батальон (York and Lancaster Regiment (65th-84th), 2nd Bn) (Южная Африка)
- Даремский лёгкий пехотный полк (68-106-й), 1-й батальон (Durham Light Infantry (68th-106th), 1st Bn) (Баттевант)
- Даремский лёгкий пехотный полк (68-106-й), 2-й батальон (Durham Light Infantry (68th-106th), 2nd Bn) (Mhow)
- Хайлендский легкий пехотный полк (71-74-й), 1-й батальон (Highland Light Infantry (71st-74th), 1st Bn) (Мальта)
- Хайлендский лёгкий пехотный полк (71-74-й), 2-й батальон (Highland Light Infantry (71st-74th), 2nd Bn) (Физабад)
- Сифортский хайлендский полк (72-78-й), 1-й батальон (Seaforth Highlanders (72nd-78th), 1st Bn) (Олдершот)
- Сифортский хайлендский полк (72-78-й), 2-й батальон (Seaforth Highlanders (72nd-78th), 2nd Bn) (Ферозепор)
- Гордонский хайлендский полк (75-92-й), 1-й батальон (Gordon Highlanders (75th-92nd), 1st Bn) (Равалпинди)
- Гордонский хайлендский полк (75-92-й), 2-й батальон (Gordon Highlanders (75th-92nd), 2nd Bn) (Глазго)
- Собственный Её Величества камеронский хайлендский полк (79-й), 1-й батальон (Queen's Own Cameron Highlanders (79th), 1st Bn) (Гибралтар)
- Королевский ирландский стрелковый полк (83-86-й), 1-й батальон (Royal Irish Rifles (83rd-86th), 1st Bn) (Брайтон)
- Королевский ирландский стрелковый полк (83-86-й), 2-й батальон (Royal Irish Rifles (83rd-86th), 2nd Bn) (Бомбей)
- Королевский ирландский фузилёрный полк (87-89-й), 1-й батальон (Royal Irish Fusiliers (87th-89th), 1st Bn) (Аллахабад)
- Королевский ирландский фузилёрный полк (87-89-й), 2-й батальон (Royal Irish Fusiliers (87th-89th), 2nd Bn) (Килкенни)
- Коннахтский рейнджерский полк (88-94-й) 1-й батальон (Connaught Rangers (88th-94th), 1st Bn) (Портсмут)
- Коннахтский рейнджерский полк (88-94-й), 2-й батальон (Connaught Rangers (88th-94th), 2nd Bn) (Египет)
- Аргайл-сатерлендский хайлендский полк (91-й и 93-й), 1-й батальон (Argyll and Sutherland Highlanders (91st and 93rd), 1st Bn) (Олдершот)
- Аргайл-сатерлендский хайлендский полк (91-й и 93-й), 2-й батальон (Argyll and Sutherland Highlanders (91st and 93rd), 2nd Bn) (Далхаузи)
- Лейнстерский полк (100-109-й), 1-й батальон (Leinster Regiment (100th-109th, 1st Bn) (Типперэри)
- Лейнстерский полк (100-109-й), 2-й батальон (Leinster Regiment (100th-109th, 2nd Bn) (Мальта)
- Королевский манстерский фузилёрный полк (101-104-й) 1-й батальон (Royal Munster Fusiliers (101st-104th), 1st Bn) (Карэ (Curragh))
- Королевский манстерский фузилёрный полк (101-104-й), 2-й батальон (Royal Munster Fusiliers (101st-104th), 2nd Bn) (Коунпор)
- Королевский дублинский фузилёрный полк (102-103-й), 1-й батальон (Royal Dublin Fusiliers (102nd-103rd), 1st Bn) (Шеффилд)
- Королевский дублинский фузилёрный полк (102-103-й), 2-й батальон (Royal Dublin Fusiliers (102nd-103rd) 2ndBn) (Кветта)
- Стрелковая бригада, 1-й батальон (Rifle Brigade, 1st Bn) (Гонконг)
- Стрелковая бригада, 2-й батальон (Rifle Brigade, 2nd Bn) (Дублин)
- Стрелковая бригада, 3-й батальон (Rifle Brigade, 3rd Bn) (Равалпинди)
- Стрелковая бригада, 4-й батальон (Rifle Brigade, 4th Bn) (Олдершот)
- Вест-индский полк, 1-й батальон (West India Regiment, 1st Bn) (Ямайка)
- Вест-индский полк 2-й батальон (West India Regiment, 2nd Bn) (Сьерра-Леоне)
- 38 служебных и 2 конных роты Корпуса обслуживания армии (Army Service Corps 38 service and 2 remount coys) (Штаб-квартира Лондон)
- Корпус медицинского персонала (Medical Staff Corps) (Штаб-квартира Лондон)
- Корпус штаба артиллерии 5 групп штаба (Ordnance Staff Corps 5 coys HQ ) (Вулидж)[17]